# Quinta da Regaleira

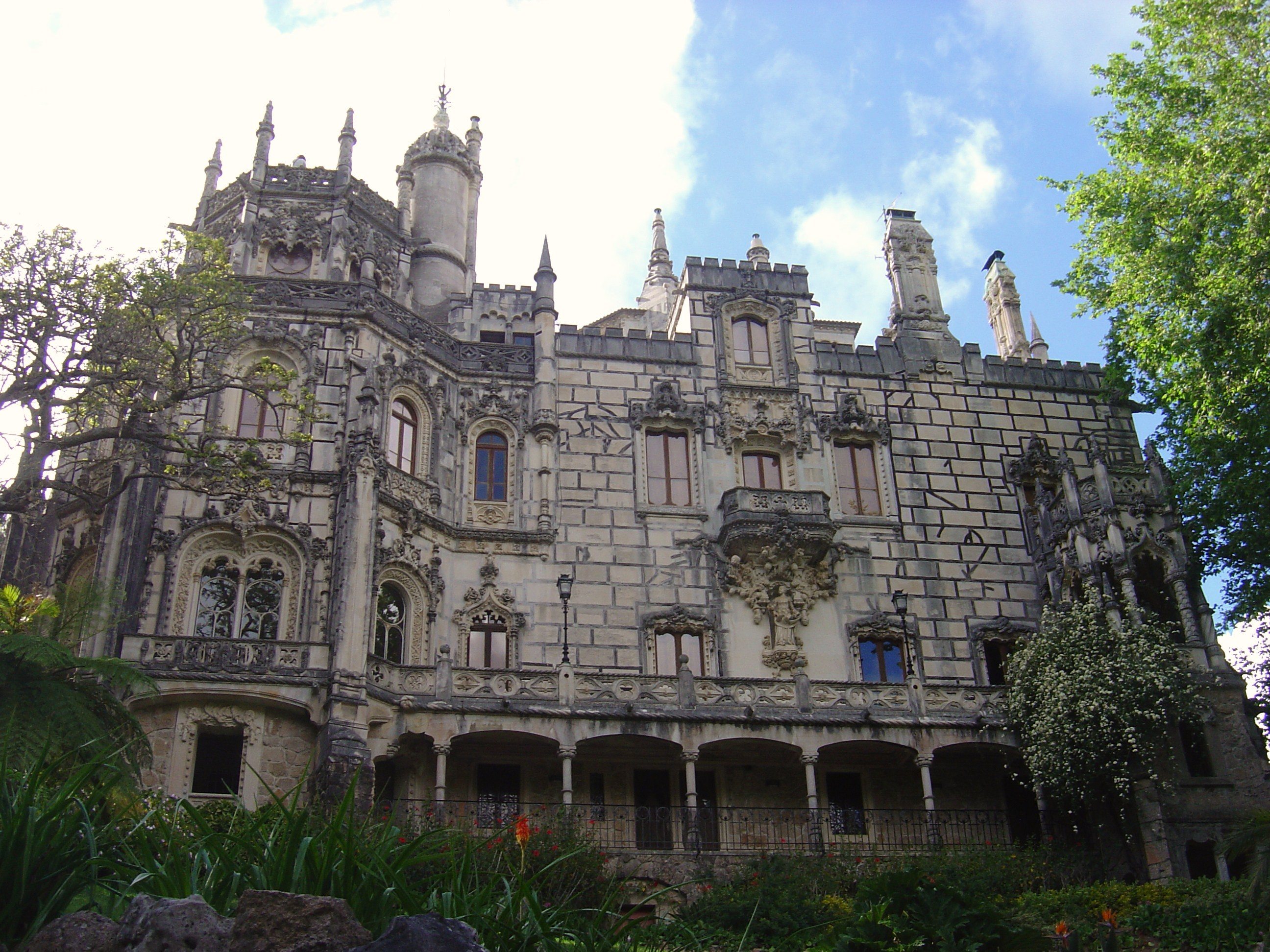
Vista para o palácio.

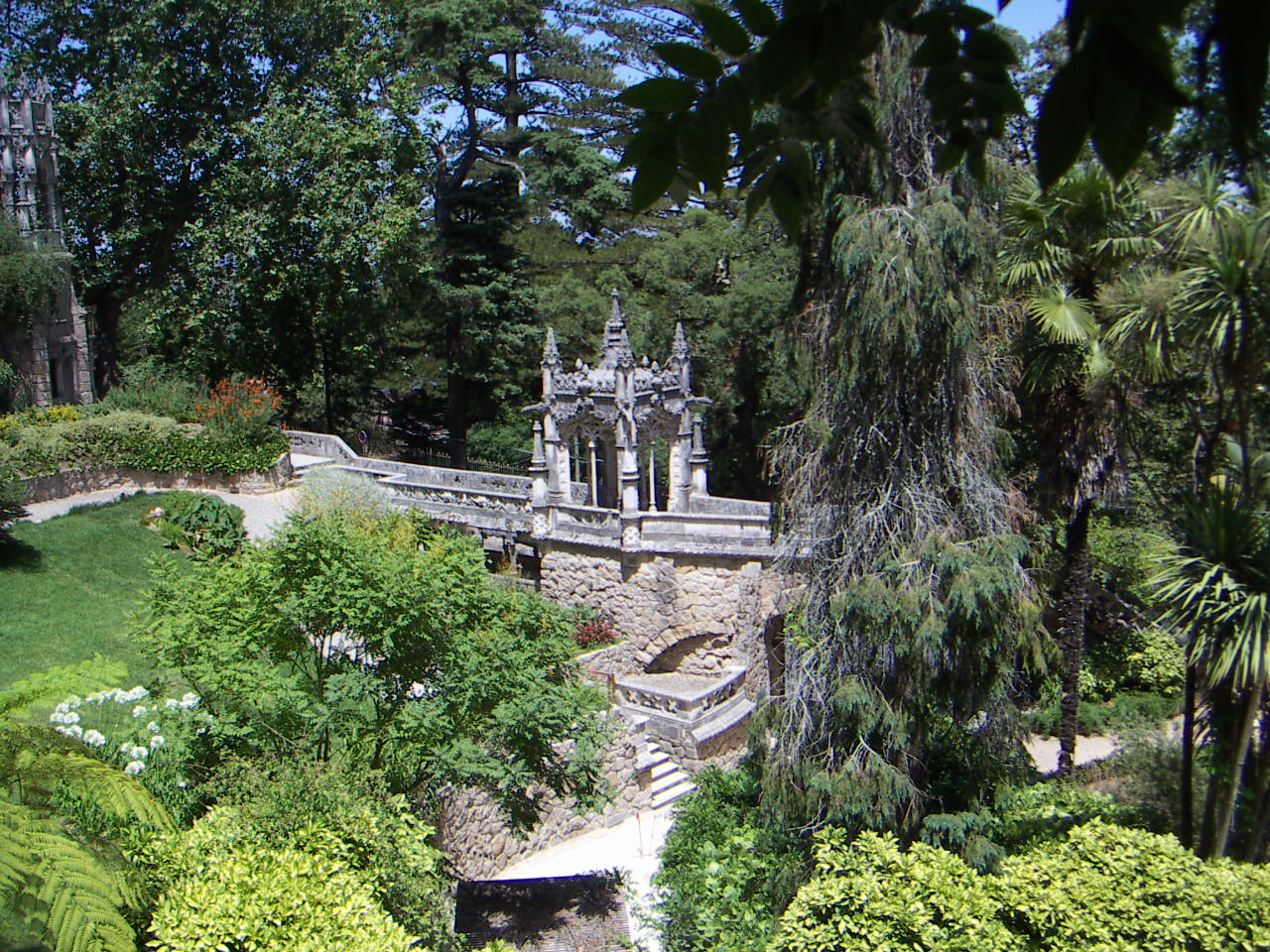
Entrada da quinta escondida no arvoredo.

O Palácio da Regaleira é o edifício principal e o nome mais comum da Quinta da Regaleira, também designado Palácio do Monteiro dos Milhões, pela alcunha do proprietário António Augusto de Carvalho Monteiro que, tendo sido distinguido pelo rei Dom Carlos I em 16 de agosto de 1904 como Barão de Almeida, foi quem encomendou a construção do palácio na configuração atual.
O palácio está situado na encosta da serra e a escassa distância do Centro Histórico de Sintra, estando classificado como Imóvel de Interesse Público desde 2002. O mesmo forma parte integral da paisagem cultural de Sintra, classificada como Património Mundial da UNESCO em 1995.
António Augusto, pelo traço do arquitecto italiano Luigi Manini, dá à quinta de 4 hectares, o palácio, rodeado de luxuriantes jardins, lagos, grutas e construções enigmáticas, lugares estes que ocultam significados alquímicos, como os evocados pela Maçonaria, Templários e Rosa-cruz. Modela o espaço em traçados mistos, que evocam a arquitectura românica, gótica, renascentista e manuelina

## Localização
Localizada em pleno Centro Histórico de Sintra e bem perto do Palácio de Seteais, a quinta beneficia do micro-clima da serra de Sintra, que muito contribui para os luxuriantes jardins e os nevoeiros constantes, que adensam a sua aura de mistério.

## História

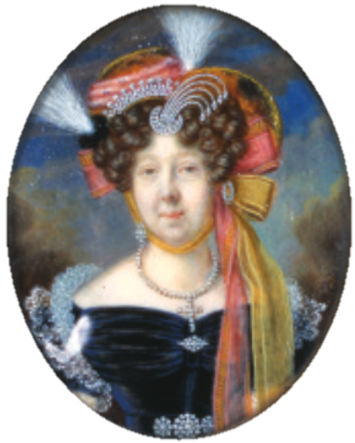
Ermelinda Allen de Almeida, Baronesa da Regaleira

A documentação histórica relativa à Quinta da Regaleira é escassa para os tempos anteriores à sua compra por Carvalho Monteiro. Sabe-se que, em 1697, José Leite era o proprietário de uma vasta propriedade nos arredores da vila de Sintra, que hoje integra a Quinta.
Francisco Albertino Guimarães de Castro comprou a propriedade (conhecida como Quinta da Torre ou do Castro em 1715), em hasta pública, e canalizou a água da serra a fim de alimentar uma fonte aí existente.

Brasão de Armas do Reino de Portugal

Em 1830, na posse de Manuel Bernardo, a Quinta toma a actual designação. Em 1840, a Quinta da Regaleira é adquirida pela filha de uma negociante do Porto, de apelido Allen, que mais tarde foi agraciada com o título de 1.ª Baronesa da Regaleira ou a mais conhecida Baronesa de Almeida. Data deste período a construção de uma casa de campo que é visível em algumas representações iconográficas de finais do século XIX.
A história da Regaleira actual principia em 1892, ano em que a propriedade foi adquirida pelo Dr. António Augusto de Carvalho Monteiro (1848-1920) por 25 contos de réis ou 25.000$000. 
O arquitecto Henri Lusseau desenhou os primeiros planos entre 1895 e 1896, mas a incapacidade de reinterpretar o estilo manuelino pretendido pelo proprietário levou à procura de outro intérprete. Carvalho Monteiro viria a encontrar em Luigi Manini, que fizera carreira como cenógrafo no Teatro La Scalla e mais tarde no São Carlos e nos principais teatros portugueses, o seu braço direito. Entre 1898 e 1911, expôs o seu misterioso programa iconológico e Manini desenhou, encomendou obras e supervisionou. 
O que pretendia Carvalho Monteiro na Quinta da Regaleira? Esta pergunta já foi respondida várias vezes com a sugestão de uma filiação de Carvalho Monteiro em sociedades iniciáticas. Nenhum documento conhecido suporta esta tese, mas ela infiltrou-se no discurso popular. 
A maior parte da construção actual da Quinta teve início em 1904 e estava terminada em 1910, ainda durante o período da monarquia.
Hoje, a Quinta pertence à Câmara Municipal de Sintra e está aberta ao público.

## A Quinta e pontos de interesse
Carvalho Monteiro tinha o desejo de construir um espaço grandioso, em que vivesse rodeado de todos os símbolos que espelhassem os seus interesses e ideologias. Conservador, monárquico e cristão gnóstico, Carvalho Monteiro quis ressuscitar o passado mais glorioso de Portugal, daí a predominância do estilo neomanuelino com a sua ligação aos descobrimentos. Esta evocação do passado passa também pela arte gótica e alguns elementos clássicos. A diversidade da Quinta da Regaleira é enriquecida com simbolismo de temas esotéricos relacionados com a alquimia, Maçonaria, Templários e Rosa-cruz.

### Bosque
O bosque, ou mata, que ocupa a maioria do espaço da Quinta, não está disposto ao acaso: começa mais ordenado e cuidado na parte mais baixa da quinta mas torna-se progressivamente mais selvagem até chegarmos ao topo. Esta disposição reflete a crença de Carvalho Monteiro no primitivismo.

### Patamar dos Deuses
O Patamar dos Deuses é composto por 9 estátuas dos deuses greco-romanos. A mitologia clássica foi uma das inspirações de Carvalho Monteiro para os jardins da Regaleira.

### Poço Iniciático

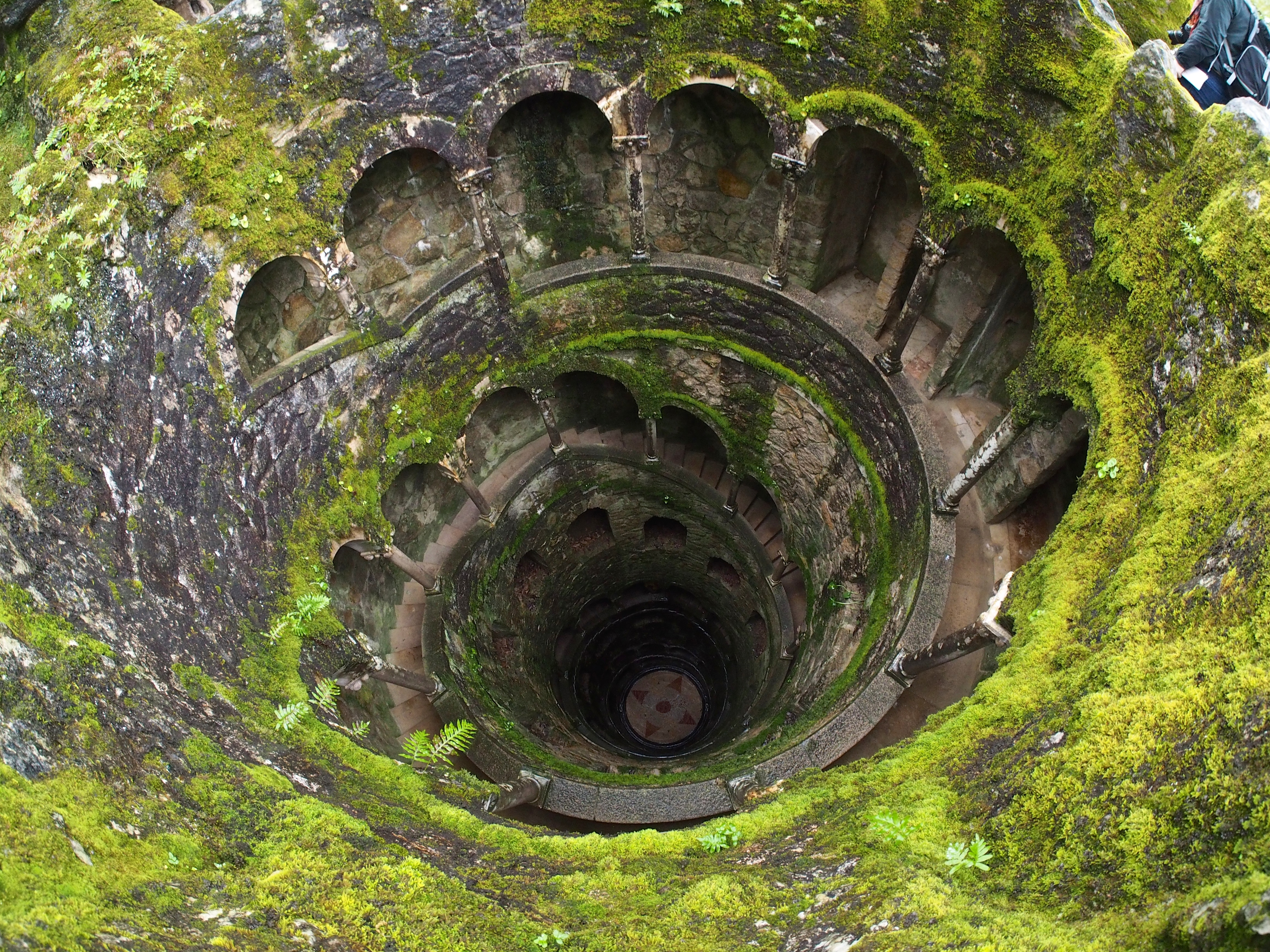
Foto do poço.

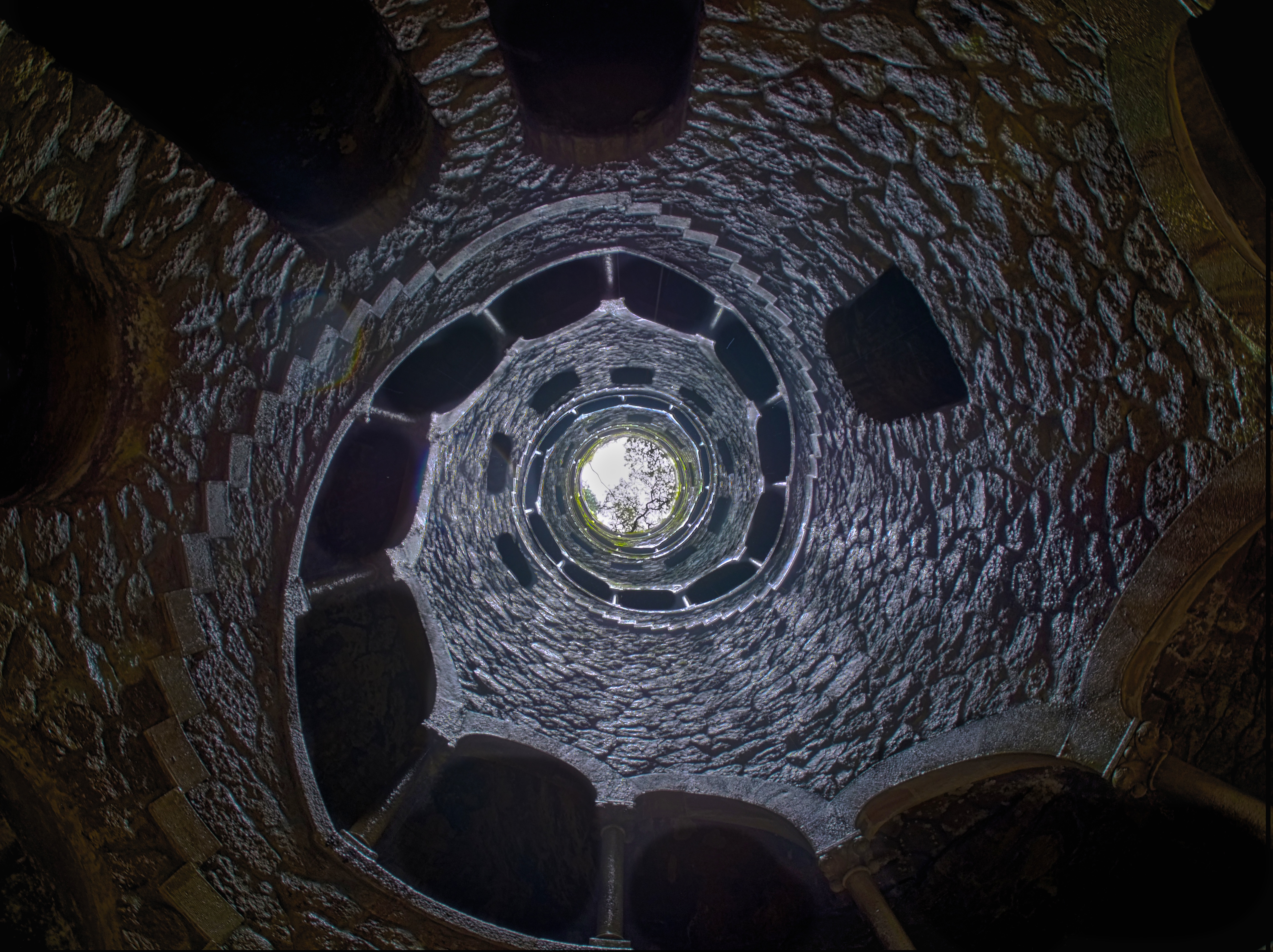
Foto da abertura do poço.

É uma galeria subterrânea com uma escadaria em espiral, sustentada por colunas esculpidas, por onde se desce até ao fundo do poço. A escadaria é constituída por nove patamares separados por lanços de 15 degraus cada um, invocando referências à Divina Comédia de Dante e que podem representar os 9 círculos do Inferno, do Paraíso, ou do Purgatório. Segundo os conceituados ocultistas Albert Pike, René Guénon e Manly Palmer Hall é na obra A Divina Comédia que se encontra pela primeira vez exposta a Ordem Rosacruz. No fundo do poço está embutida, em mármore, uma rosa dos ventos (estrela de oito pontas: 4 maiores ou cardeais, 4 menores ou colaterais) sobre uma cruz templária, que é o emblema heráldico de Carvalho Monteiro e, simultaneamente, indicativo da Ordem Rosa-cruz.
O poço diz-se iniciático porque se acredita que era usado em rituais de iniciação à maçonaria e a explicação do simbolismo dos mesmos nove patamares diz-se que poderá ser encontrada na obra Conceito Rosacruz do Cosmos.
A simbologia do local está relacionada com a crença que a terra é o útero materno de onde provém a vida, mas também a sepultura para onde esta voltará. Muitos ritos de iniciação aludem a aspectos do nascimento e morte ligados à terra, ou renascimento. A existência de 23 nichos localizados por debaixo dos degraus do poço iniciático representava um dos muitos mistérios da referida construção. No dia 29 de Dezembro de 2010, o professor Gabriel Fernández Calvo da Escola Técnica Superior de Engenheiros de Caminhos, Canais e Portos da Universidad de Castilla-La Mancha em Ciudad Real, quando visitava o poço acompanhado de outros professores da UCLM, observou que os 23 nichos não estão colocados por acaso, pois encontram-se agrupados em três conjuntos de 17, 1 e 5 nichos separados entre si à medida que se desce ao fundo do poço. Esta organização não é aleatória e provavelmente refere-se ao ano 1715 em que Francisco Albertino Guimarães de Castro comprou a propriedade (conhecida como Quinta da Torre ou do Castro) em hasta pública.
O poço está ligado por várias galerias ou túneis a outros pontos da Quinta, a Entrada dos Guardiães, o Lago da Cascata e o Poço Imperfeito. Estes túneis, outrora habitados por morcegos afastados pelos muitos turistas que visitam o local, estão cobertos com pedra importada da orla marítima da região de Peniche, pedra que dá a sugestão de um mundo submerso.

### Capela da Santíssima Trindade
Composta por uma magnífica fachada que acenta no revivalismo gótico e manuelino, nela estão representados Santa Teresa d'Ávila e Santo António. No meio, a encimar a entrada está representado o Mistério da Anunciação — o anjo Gabriel desce à terra para dizer a Maria que ela vai ter um filho do Senhor — e Deus Pai entronizado.
No interior, no altar-mor, vê-se Jesus depois de ressuscitar a coroar Maria. Do lado direito, Santa Teresa e Santo António repetem-se, desta vez em painéis de mosaico. Do lado oposto, um vitral com a representação do milagre de Nossa Senhora da Nazaré a D. Fuas Roupinho. No chão estão representados a Esfera Armilar ou Globo Celeste e a Cruz da Ordem de Cristo, rodeados de pentagramas (estrelas de cinco pontas).

### A Torre da Regaleira
Foi construída para dar a quem a sobe a ilusão de se encontrar no eixo do mundo.

### O Palácio
O edifício principal da Quinta é marcado pela presença de uma torre octogonal. Toda a exuberante decoração esteve a cargo do escultor José da Fonseca.

## Galeria

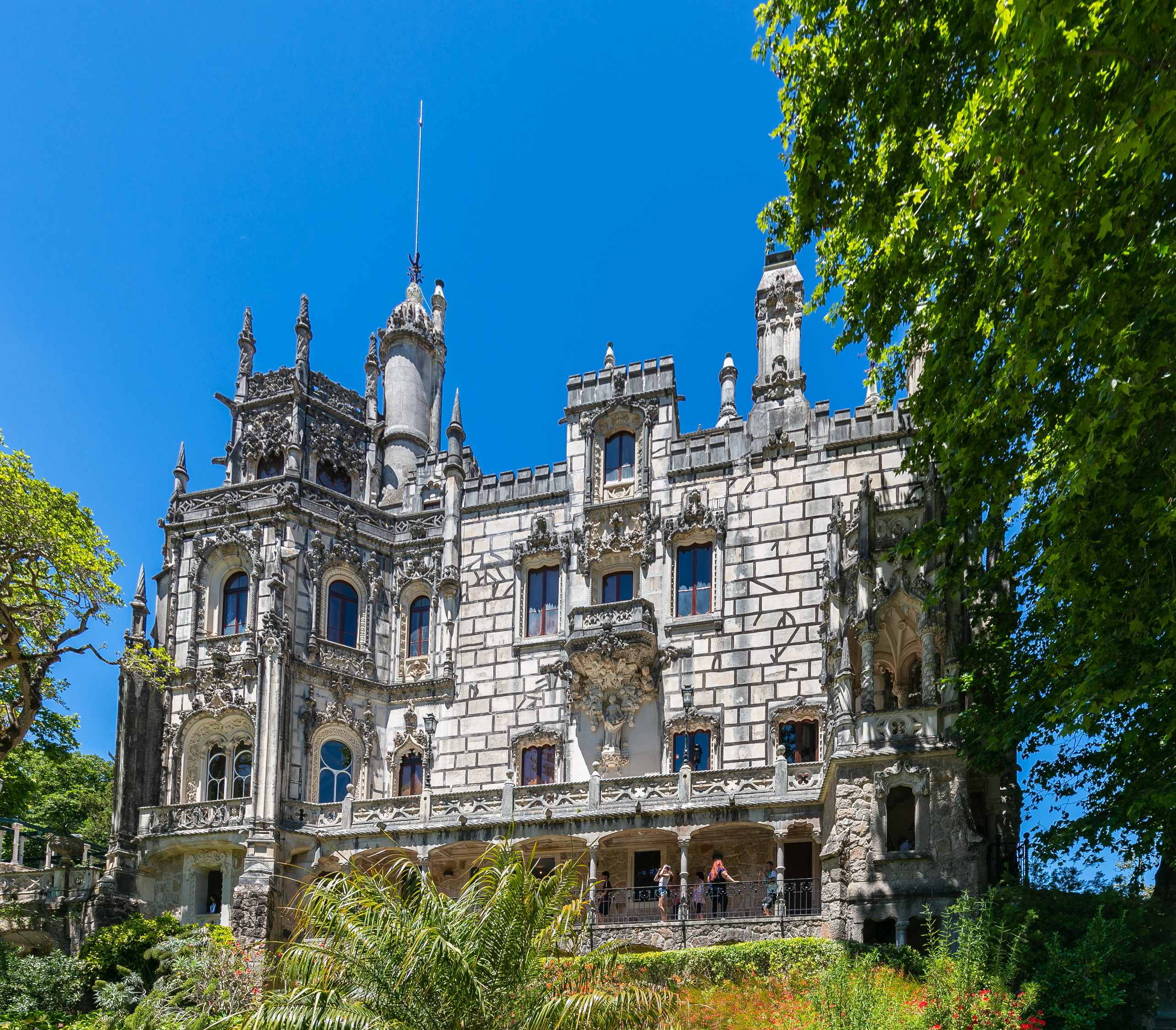
Fachada frontal do Palácio.
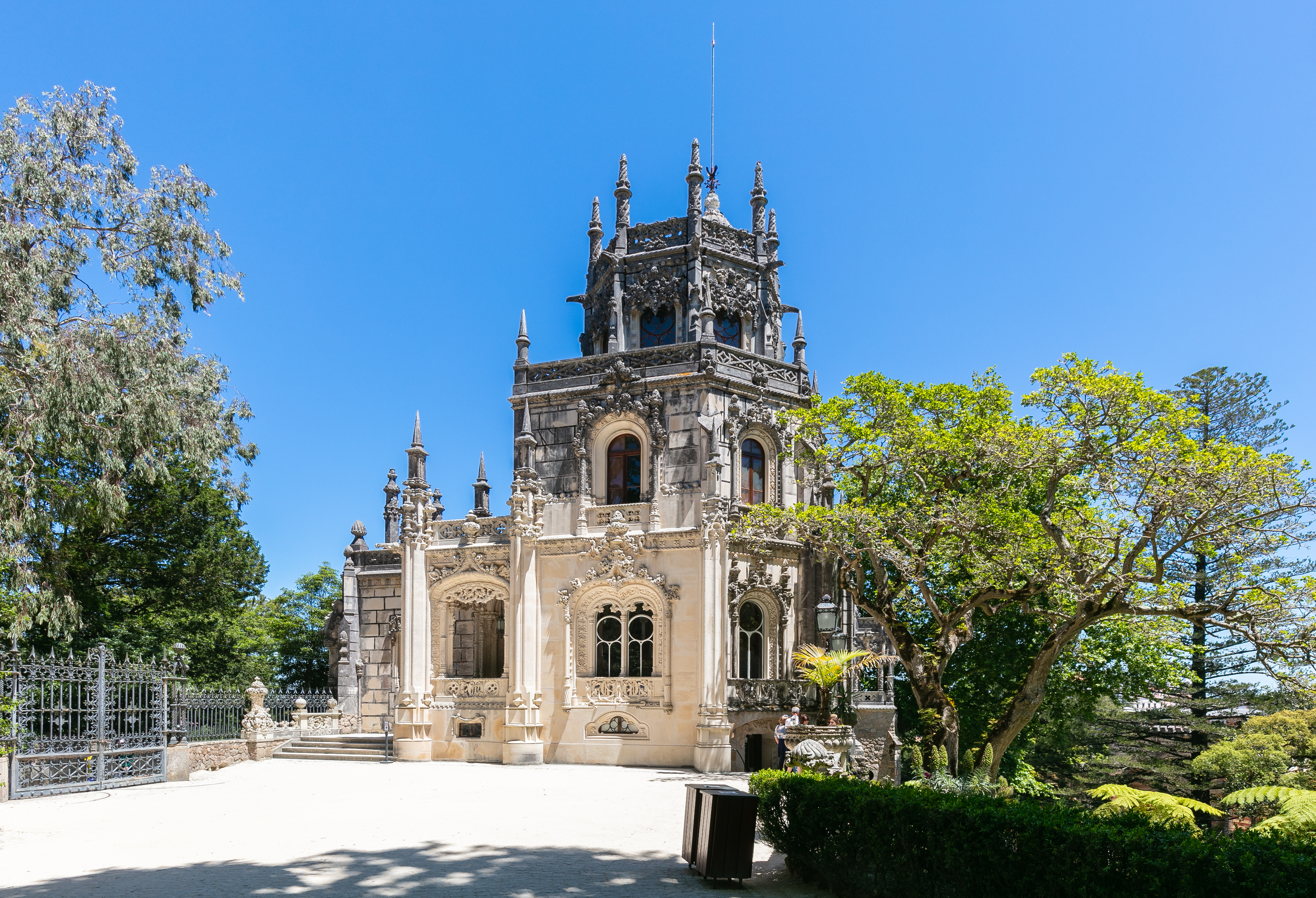
Entrada principal do Palácio.
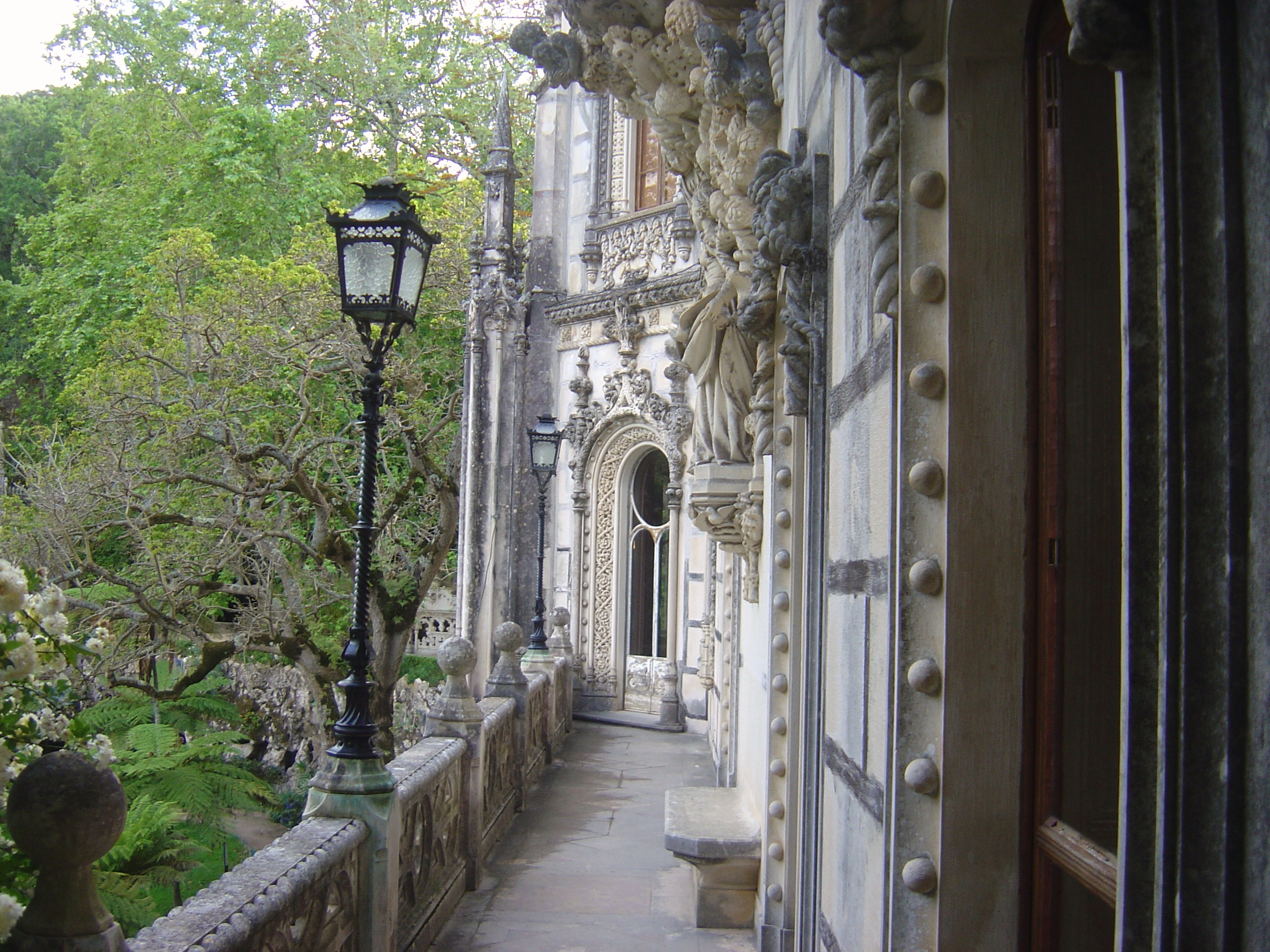
A varanda.
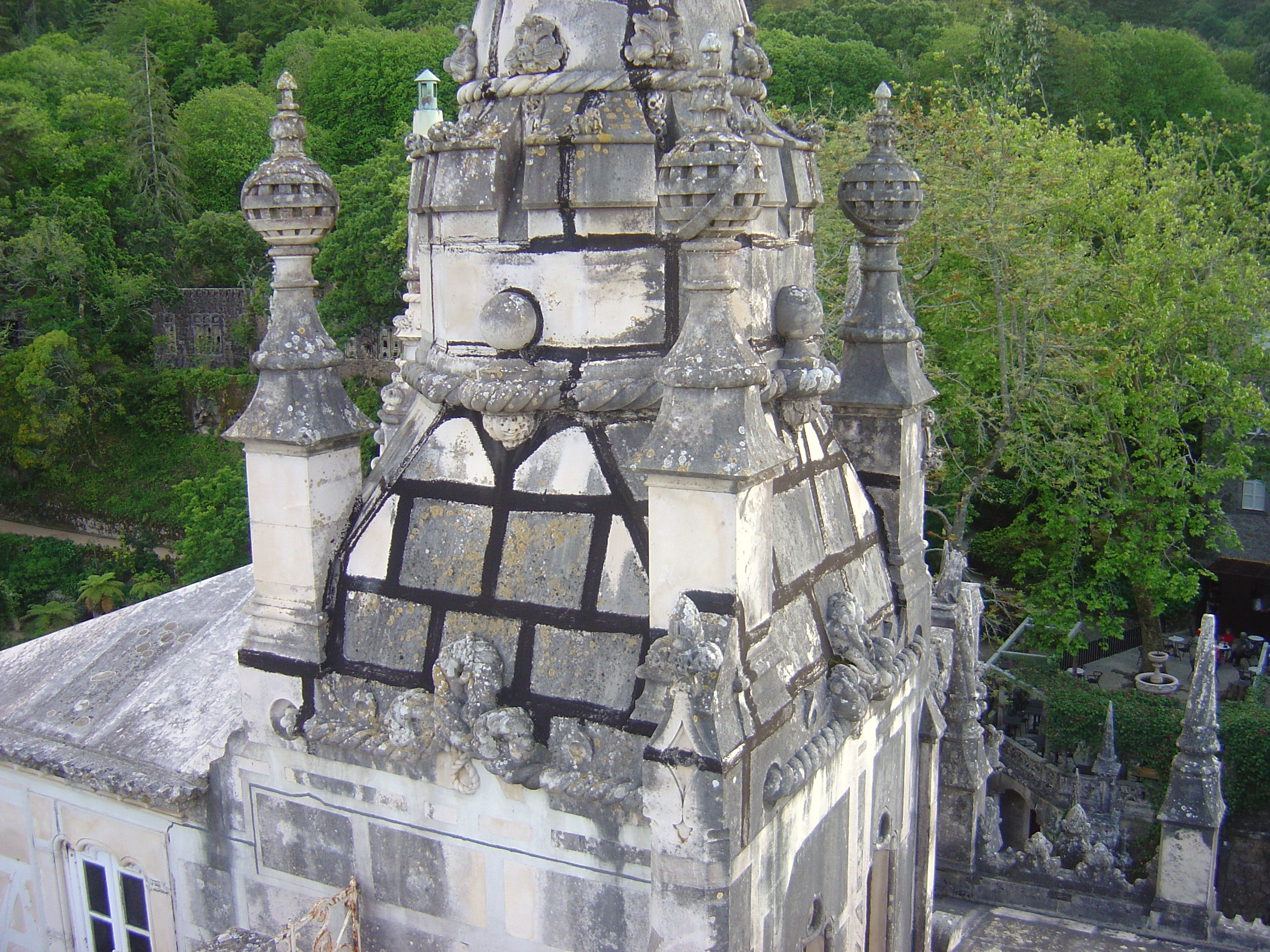
Torre com os símbolos Manuelinos sobre os Descobrimentos portugueses.
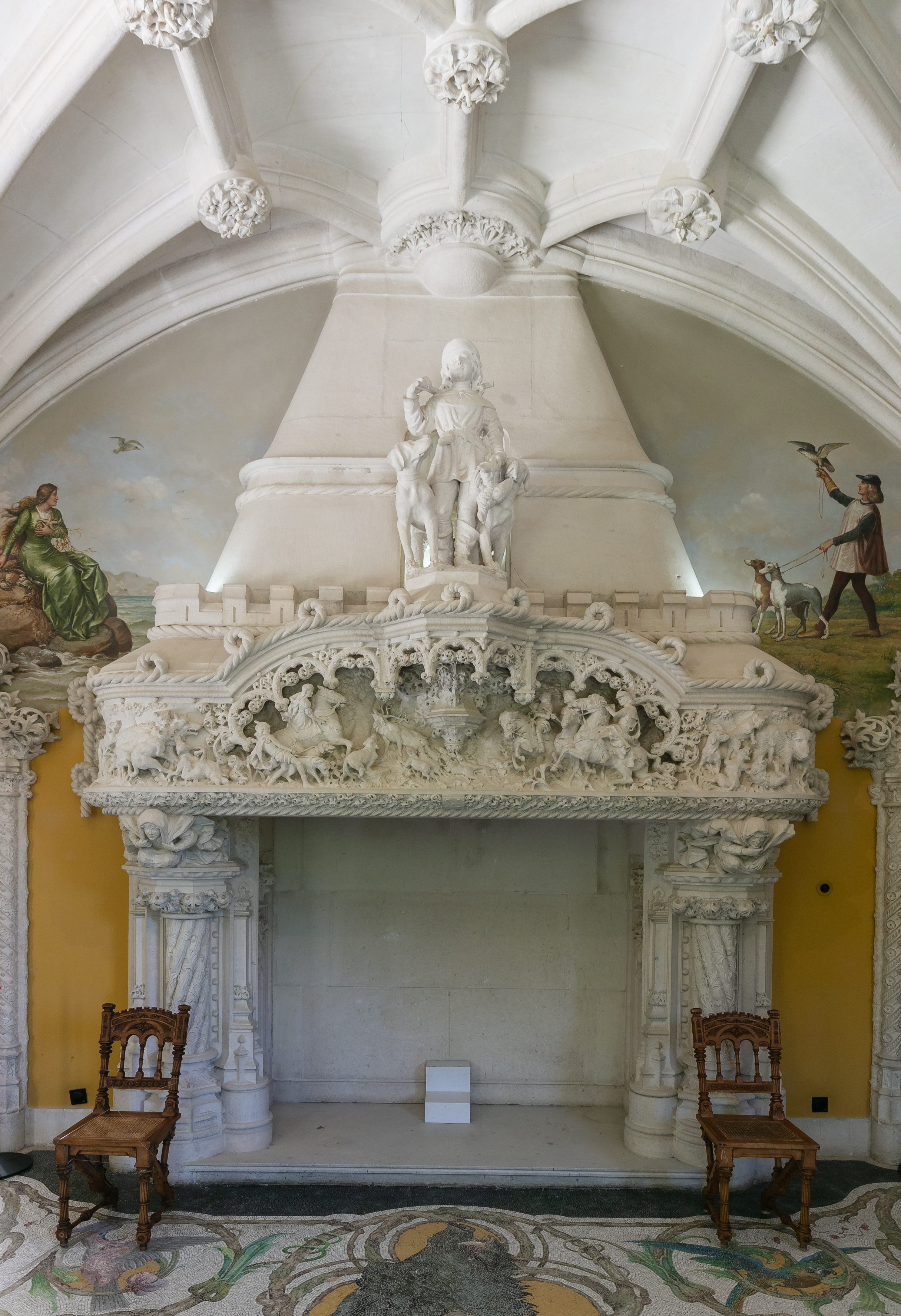
A lareira na sala de jantar.
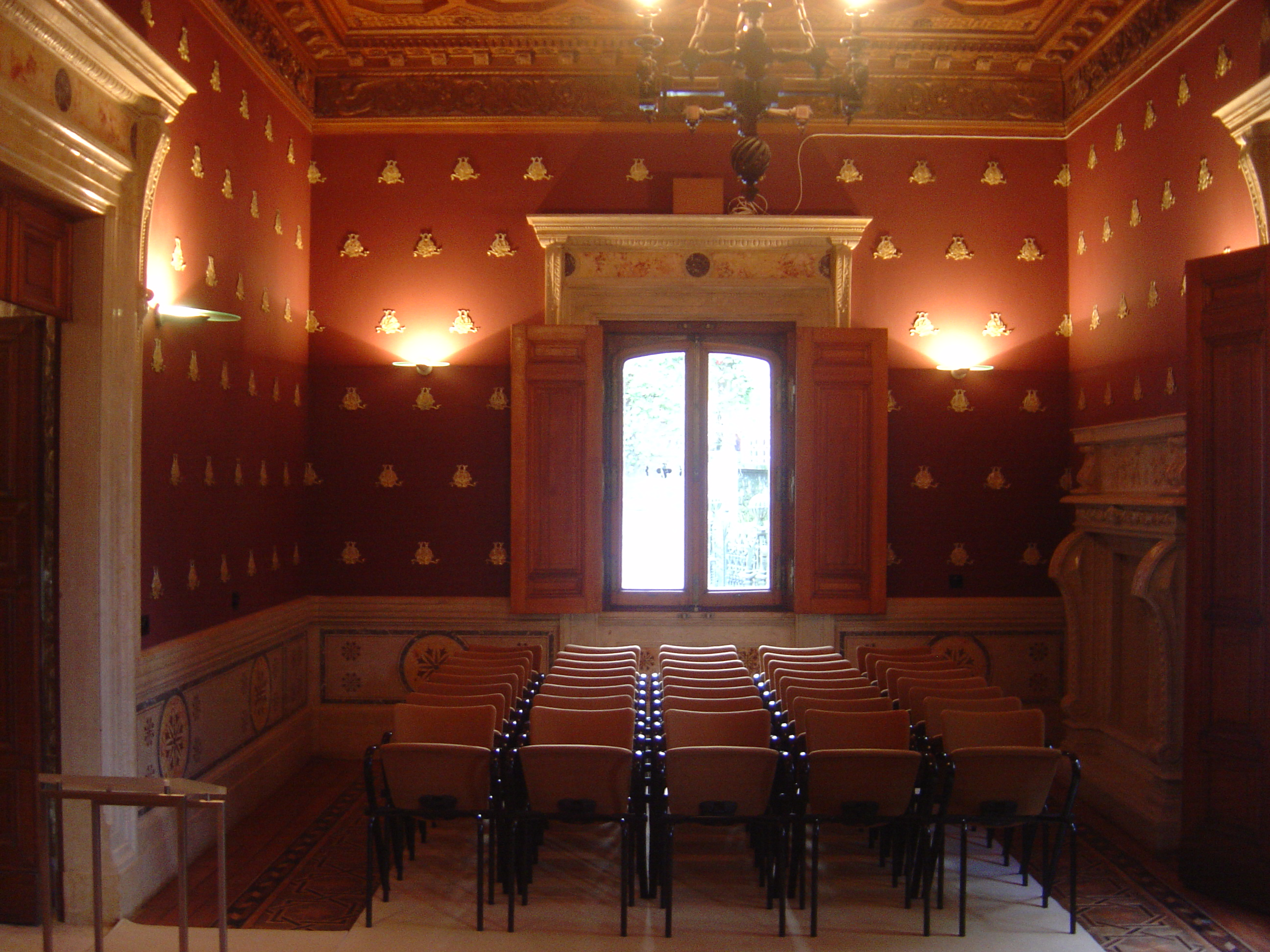
Sala principal.
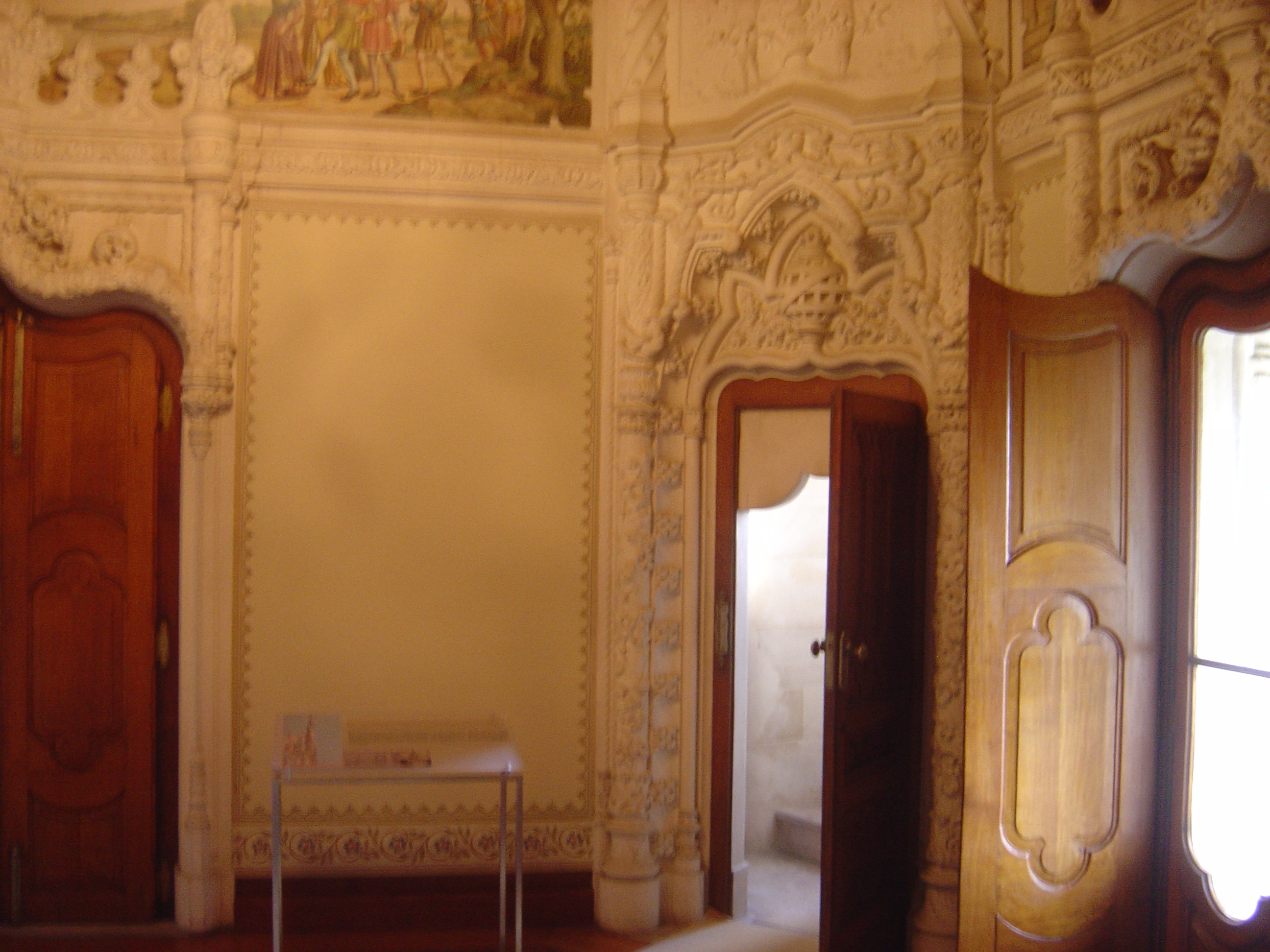
Entrada da escada em caracol.
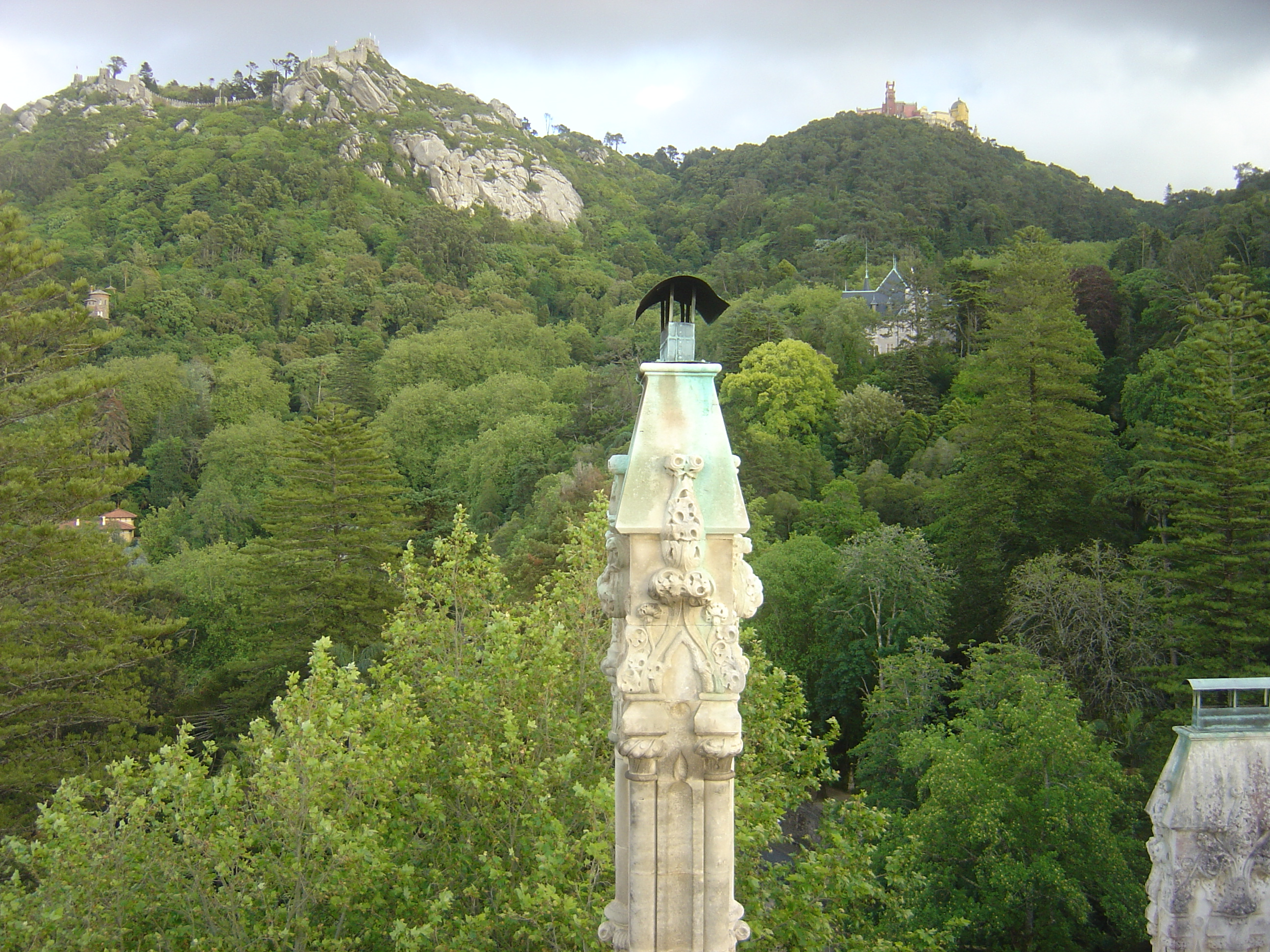
Uma das chaminés. O Castelo dos Mouros e o Palácio da Pena visíveis no horizonte.
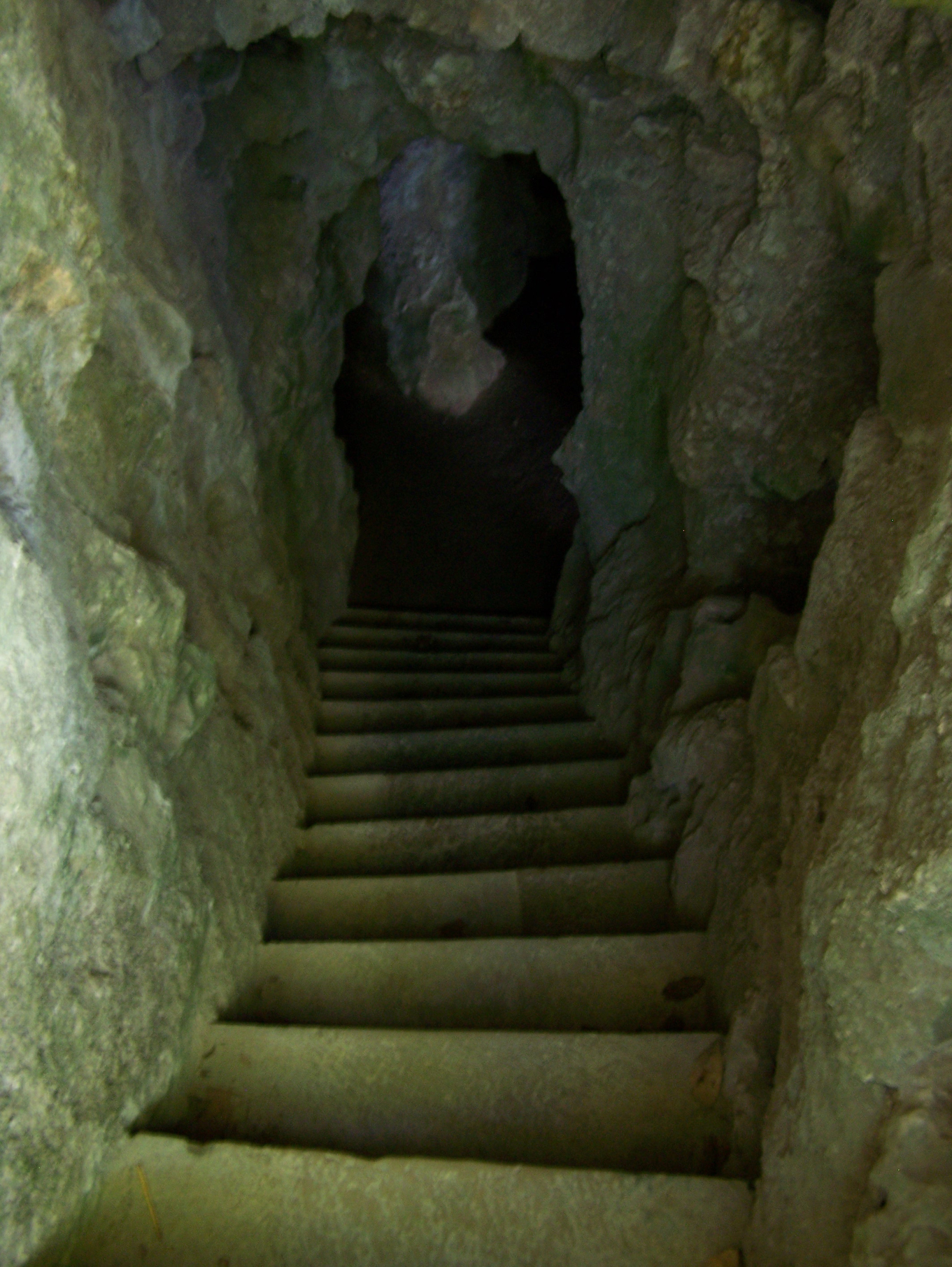
Entrada no labirinto.
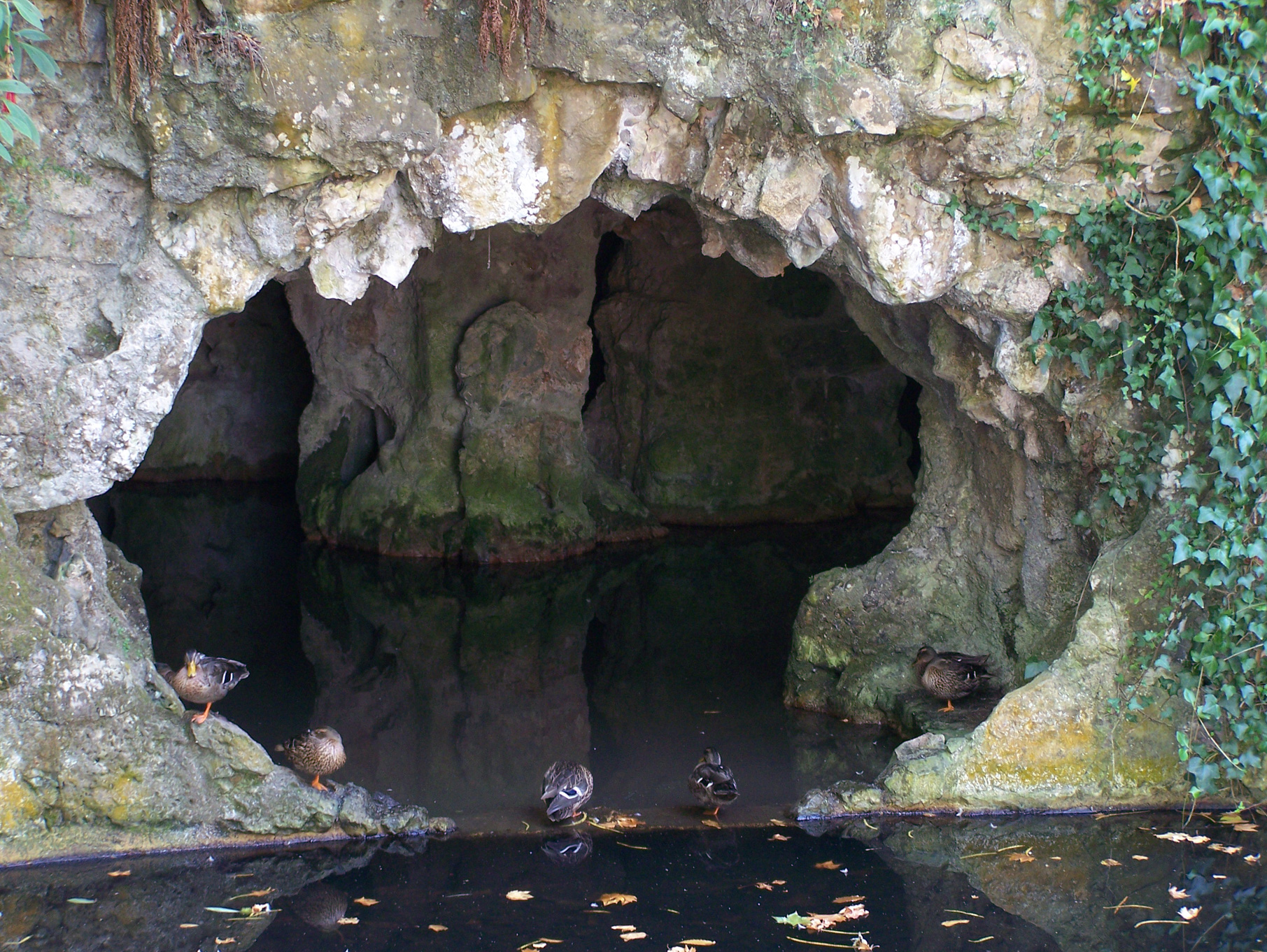
O labirinto desde o lago.
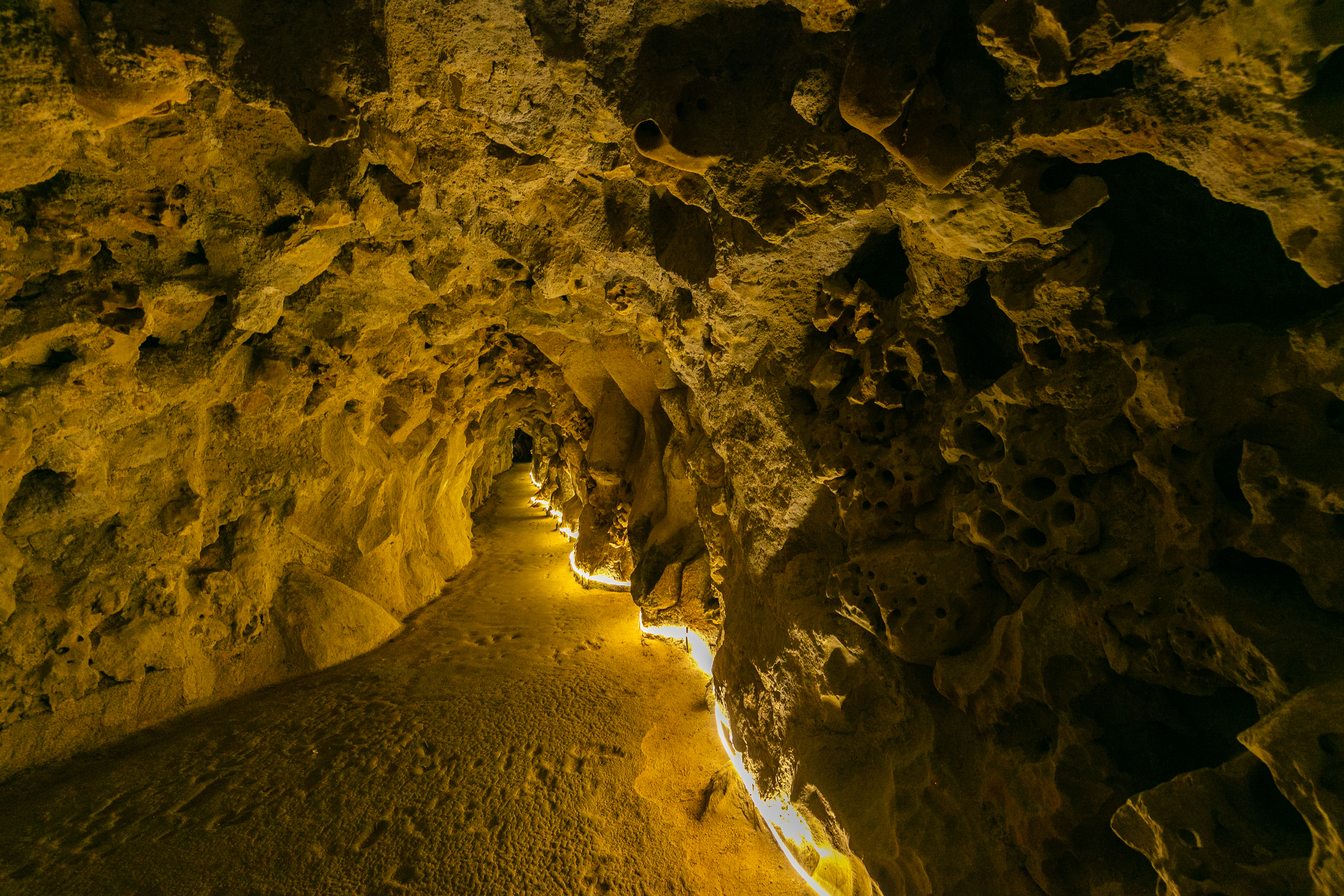
O túnel.
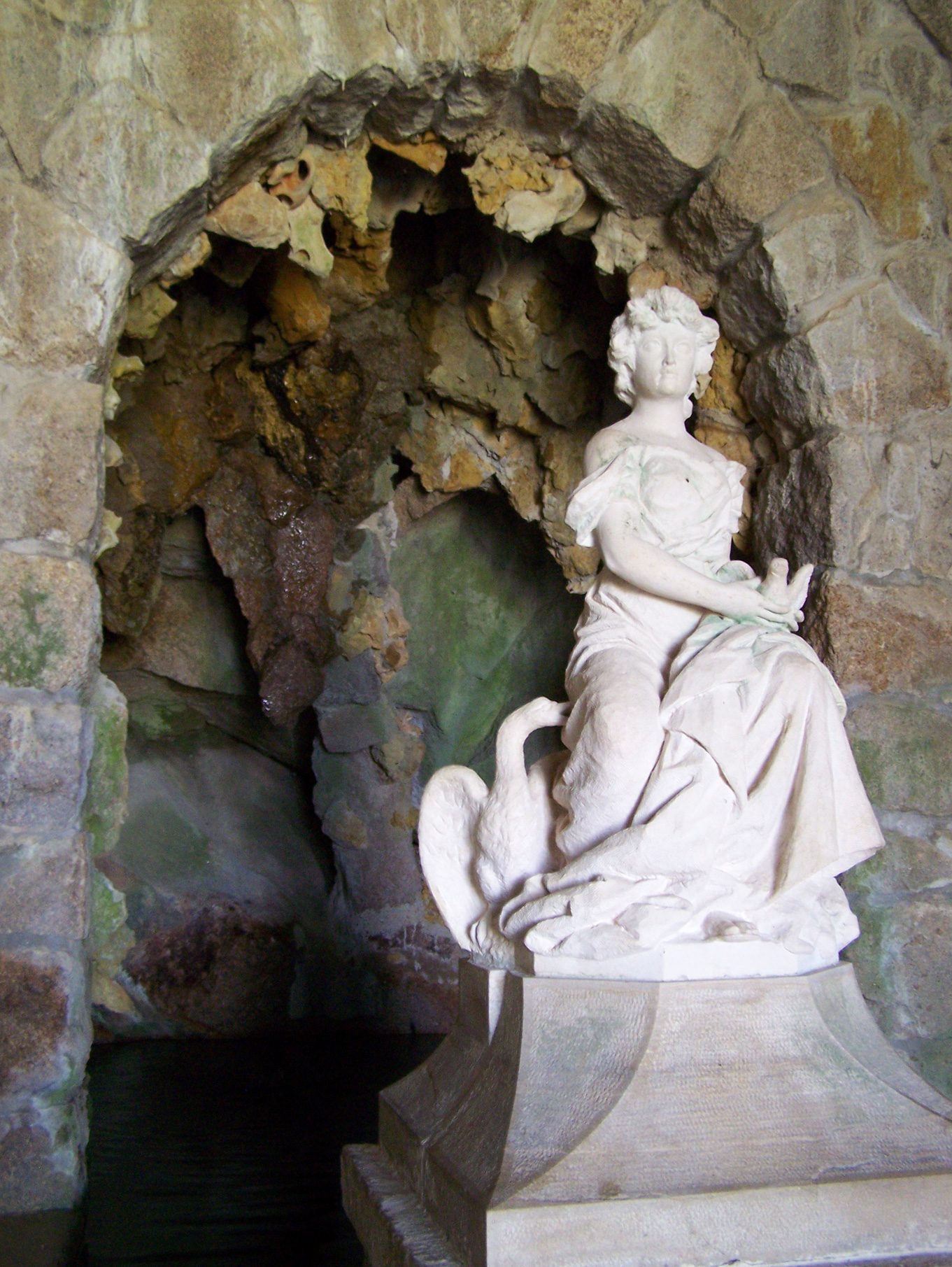
A gruta da Leda.
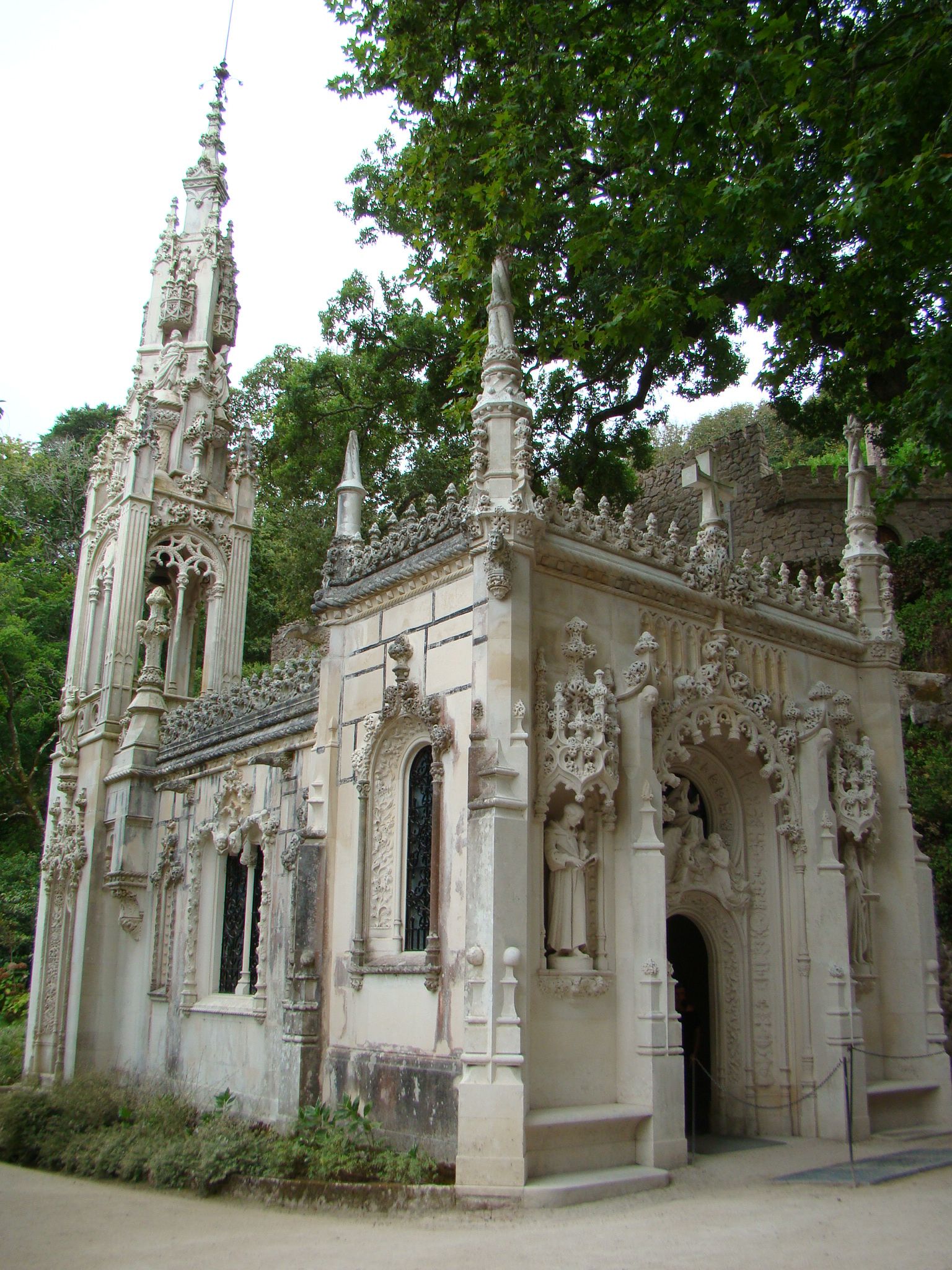
Vista lateral da capela.
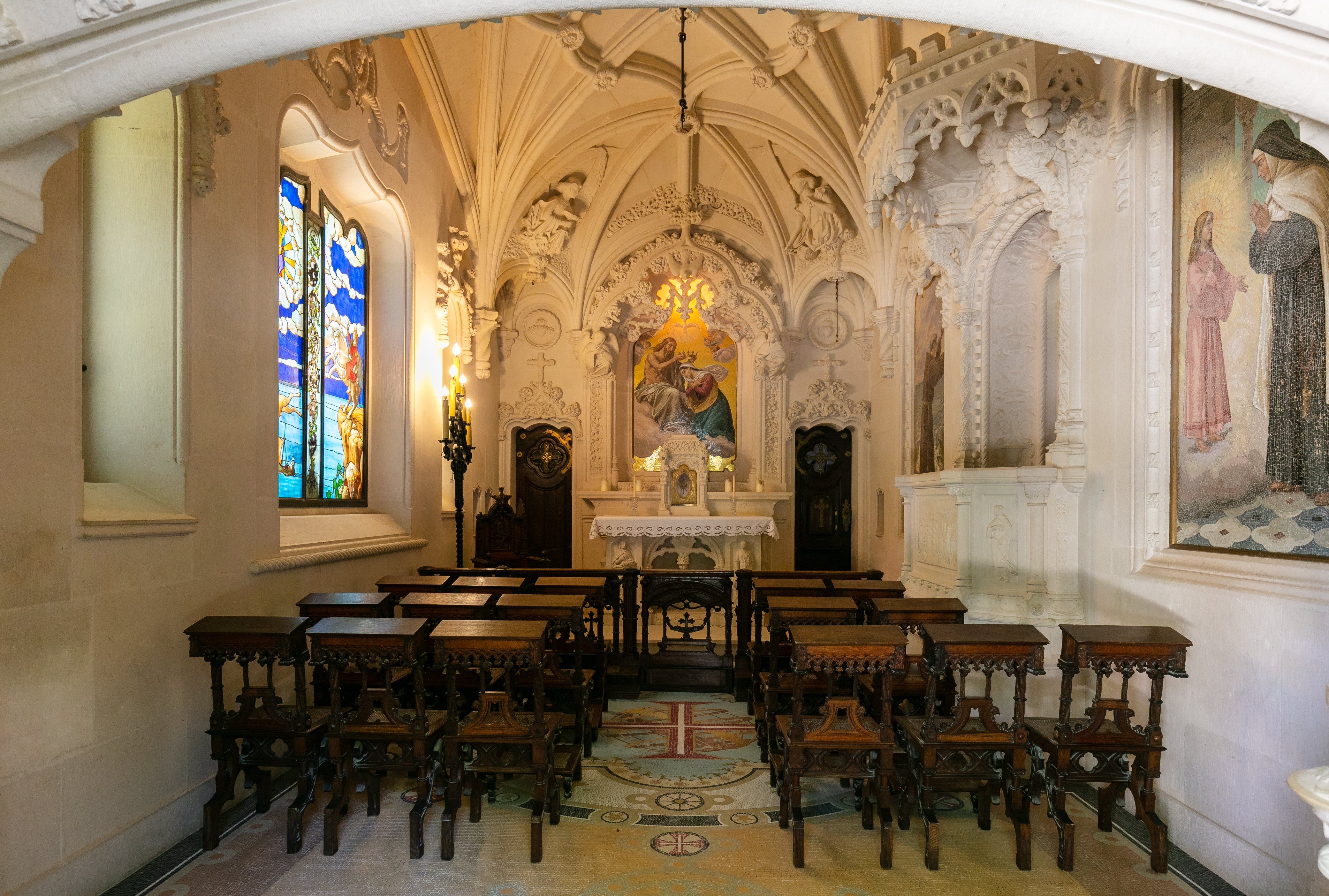
Interior da capela.
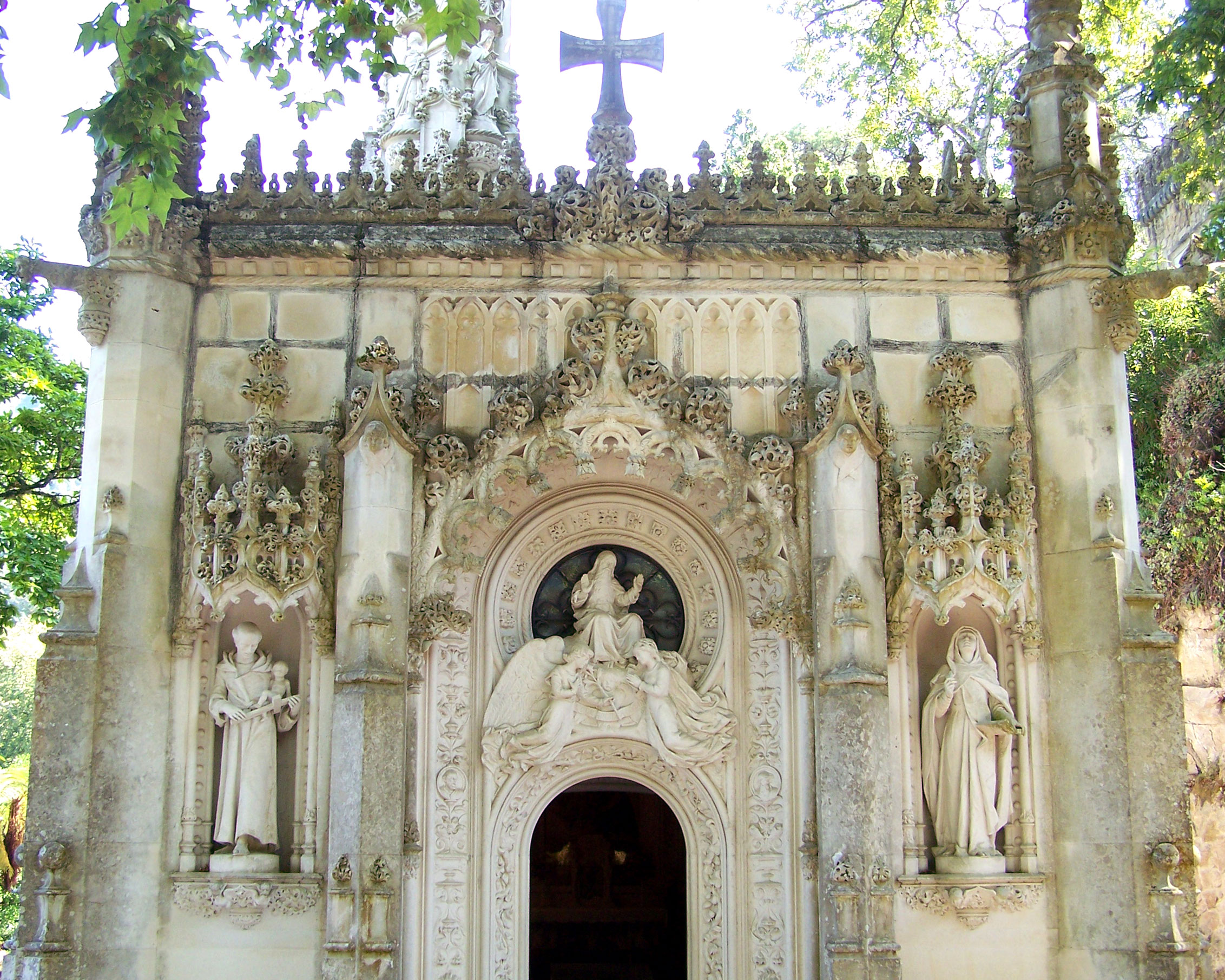
Entrada principal da capela.
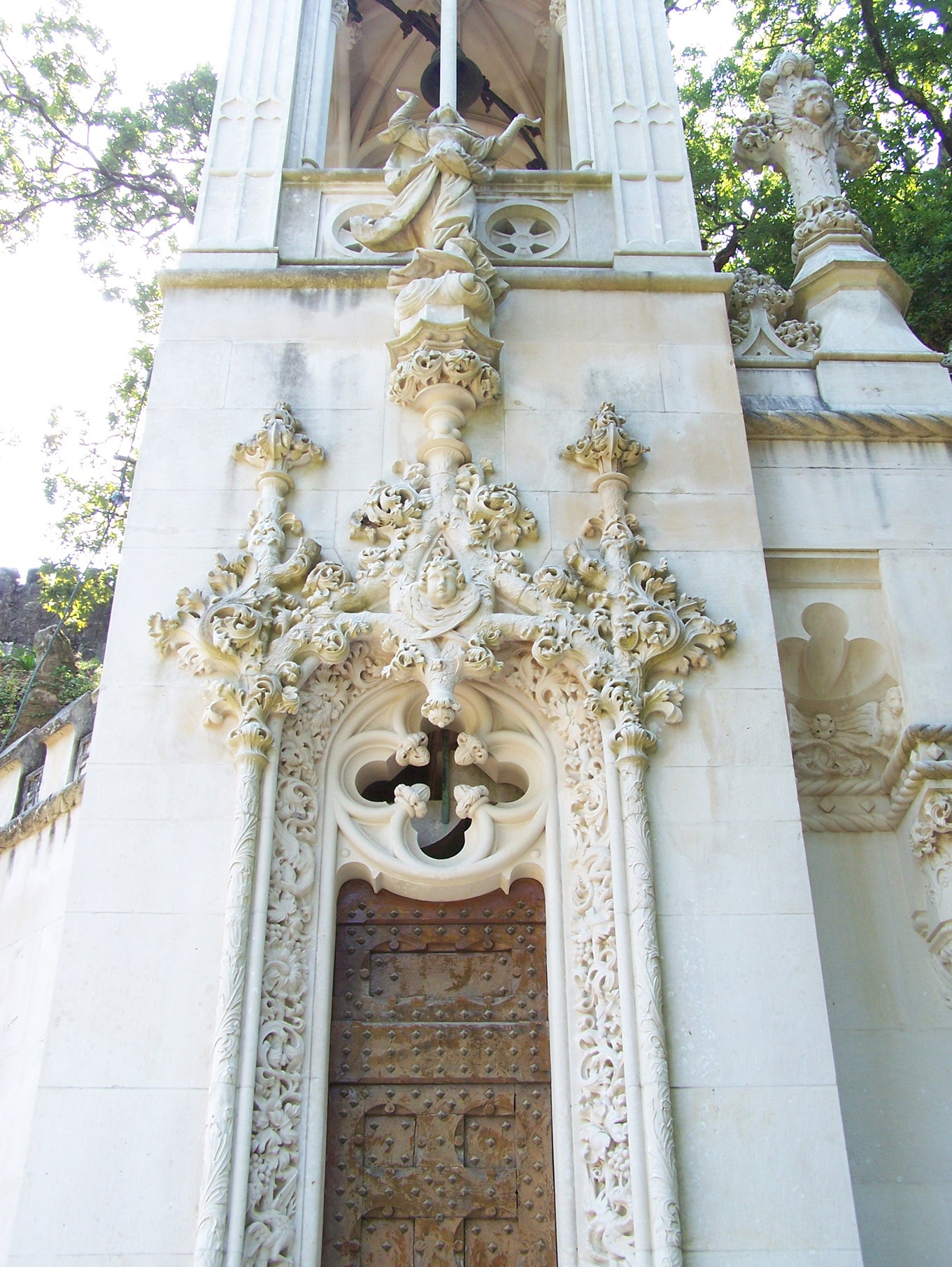
Entrada lateral da capela.
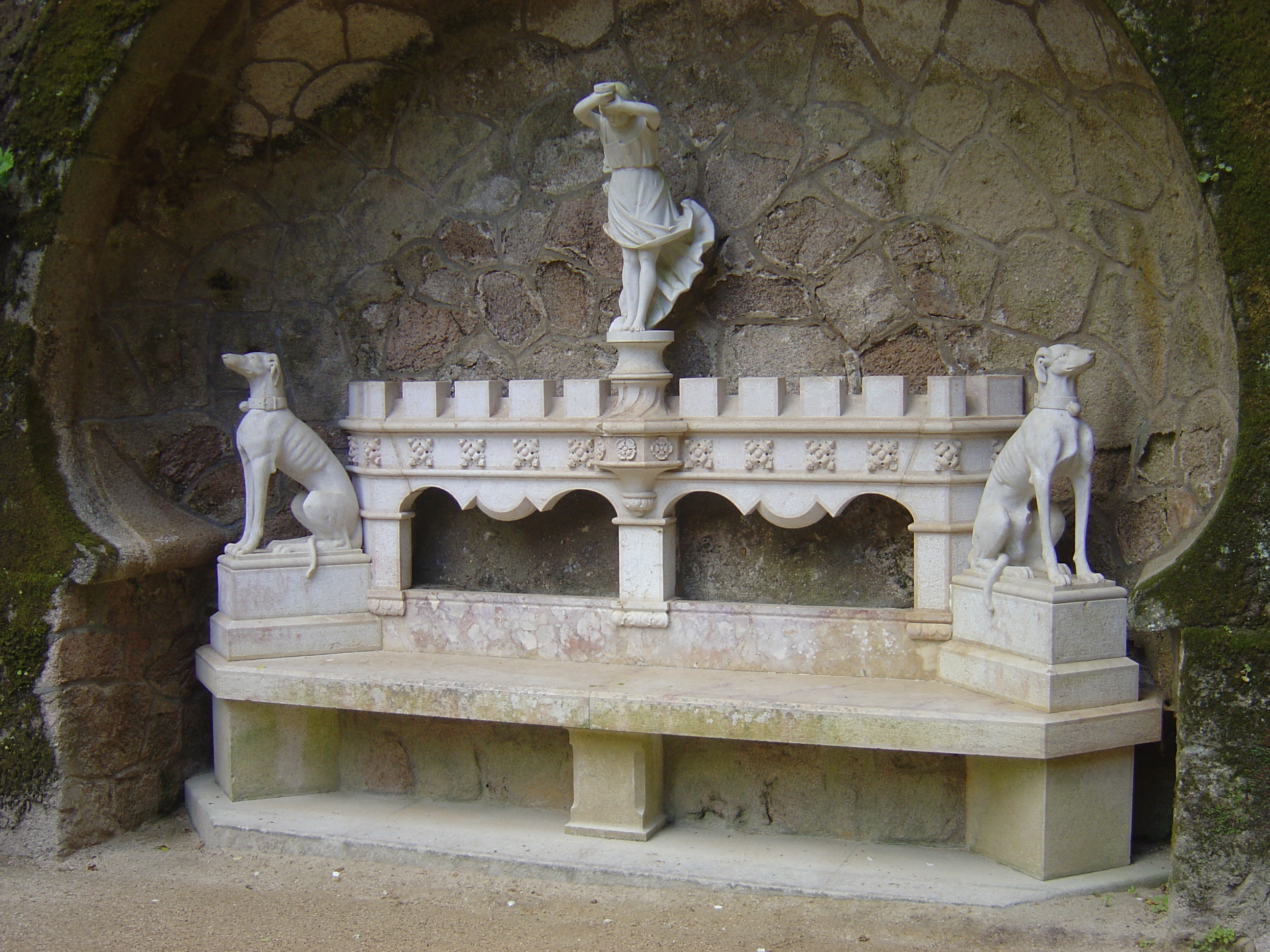
Banco entre o lago e a fonte de Ibis.
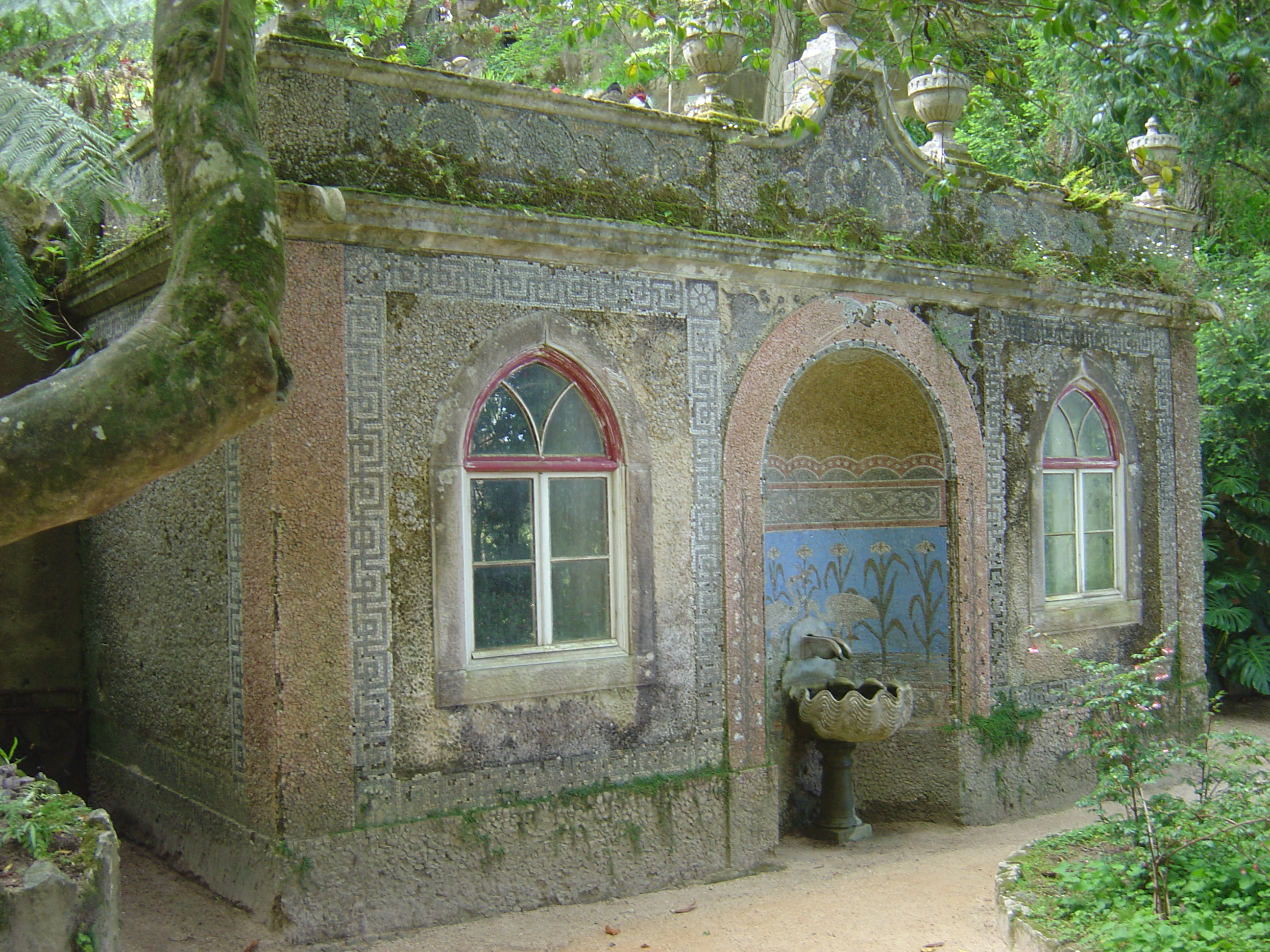
Fonte de Ibis.
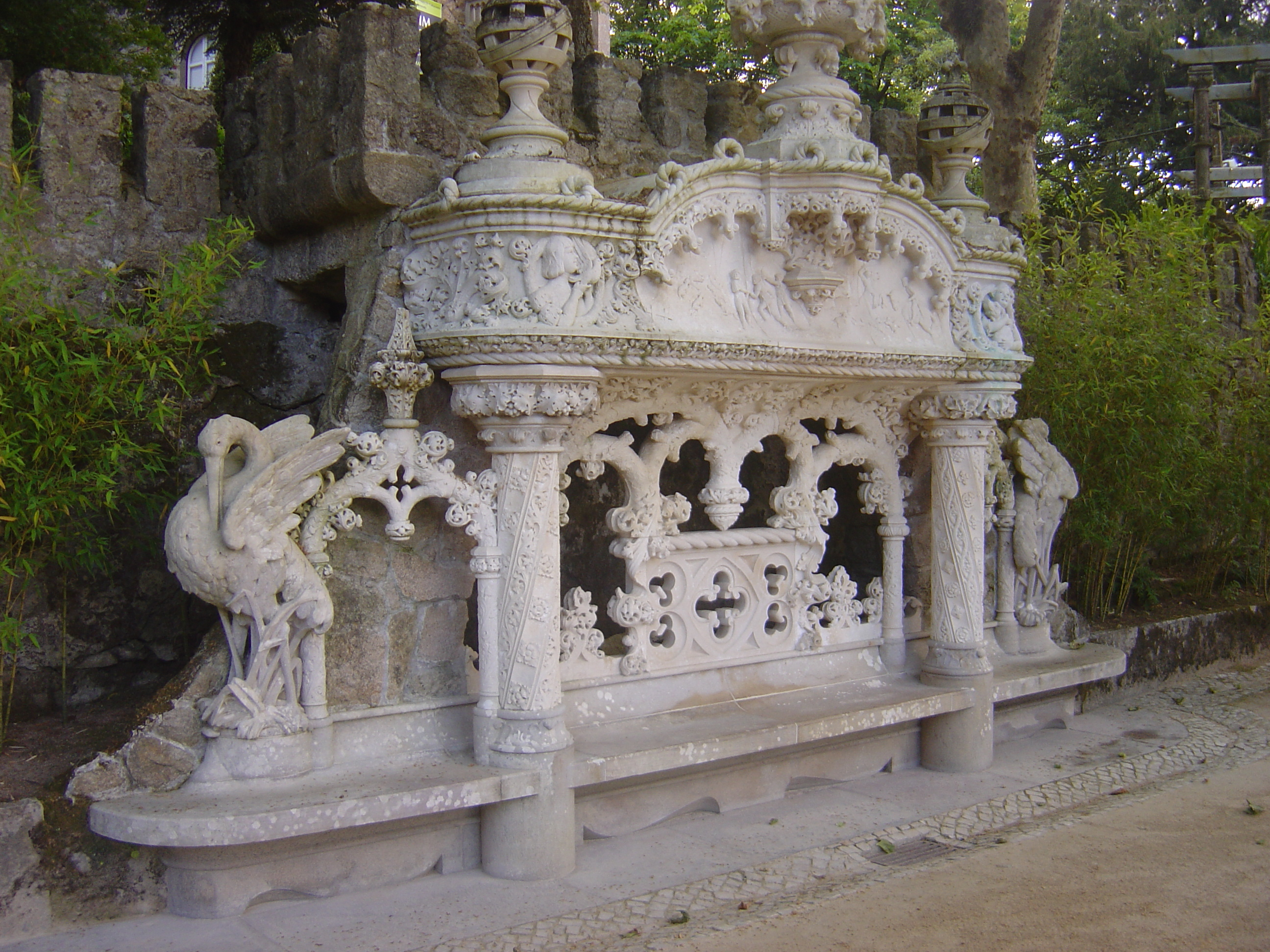
Banco entre a capela e o palácio.
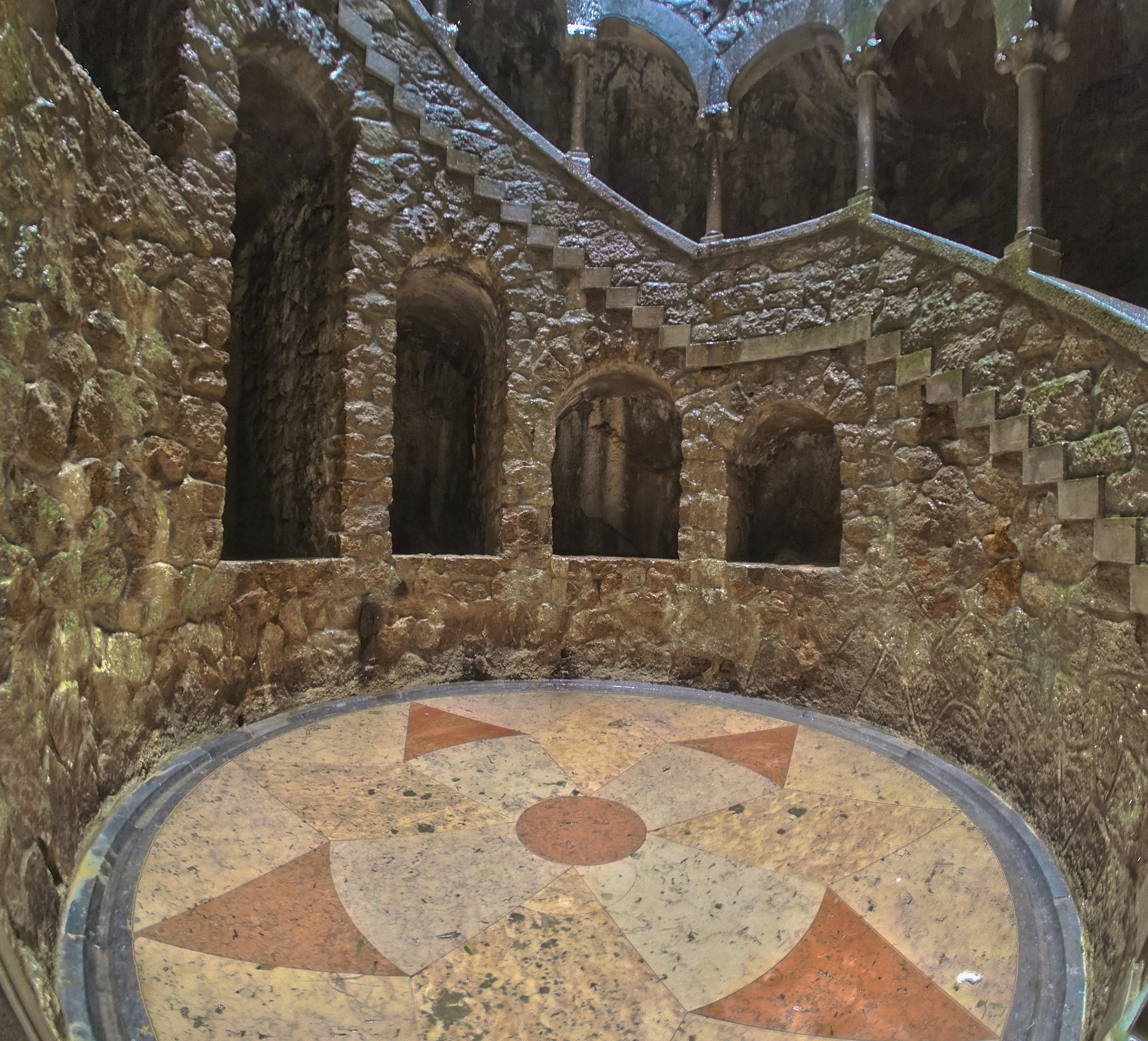
O Poço da Iniciação, onde rituais maçónicos eram realizados.
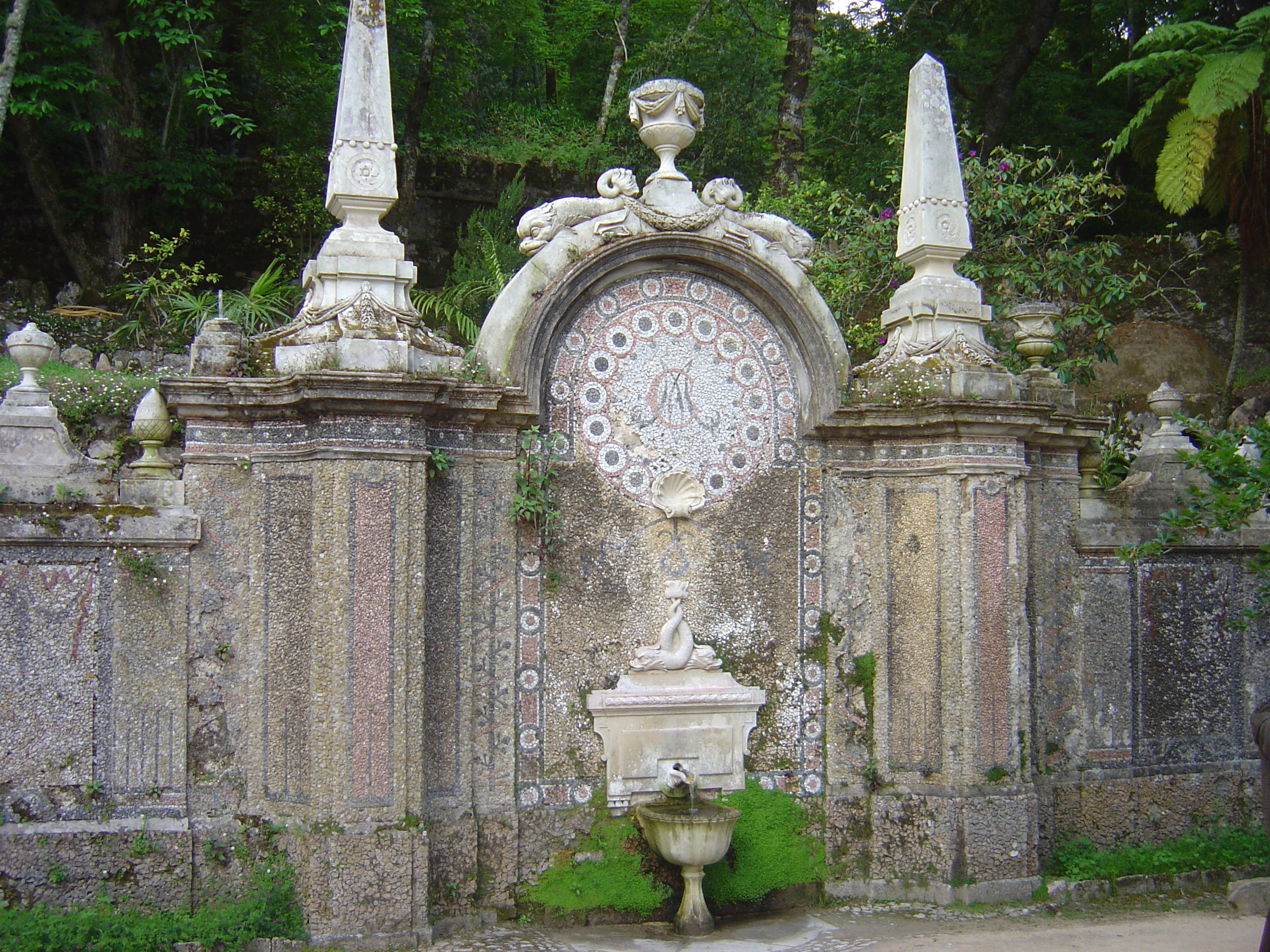
A Fonte da Abundância.
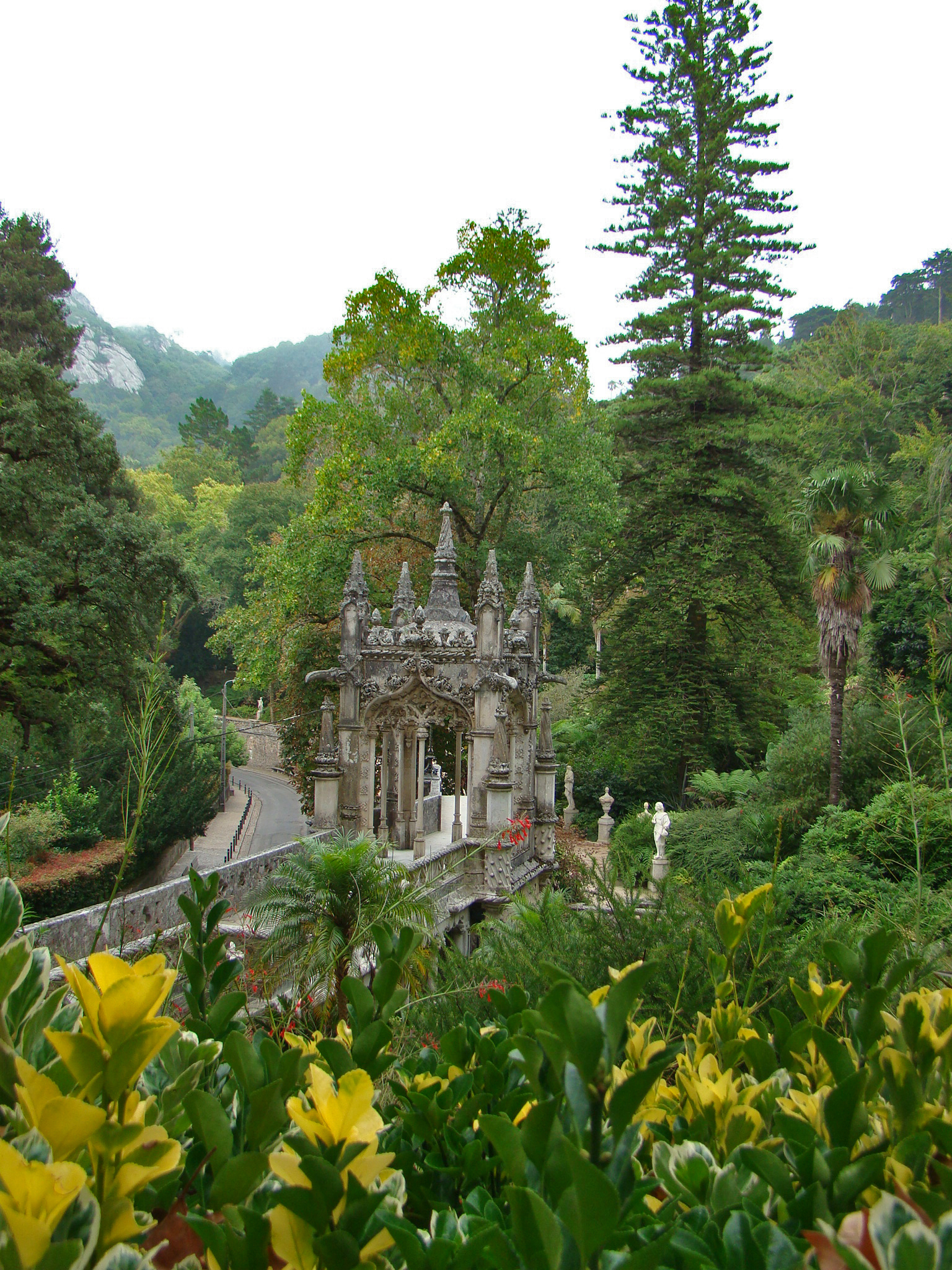
A vegetação luxuriante nos arredores do palácio.
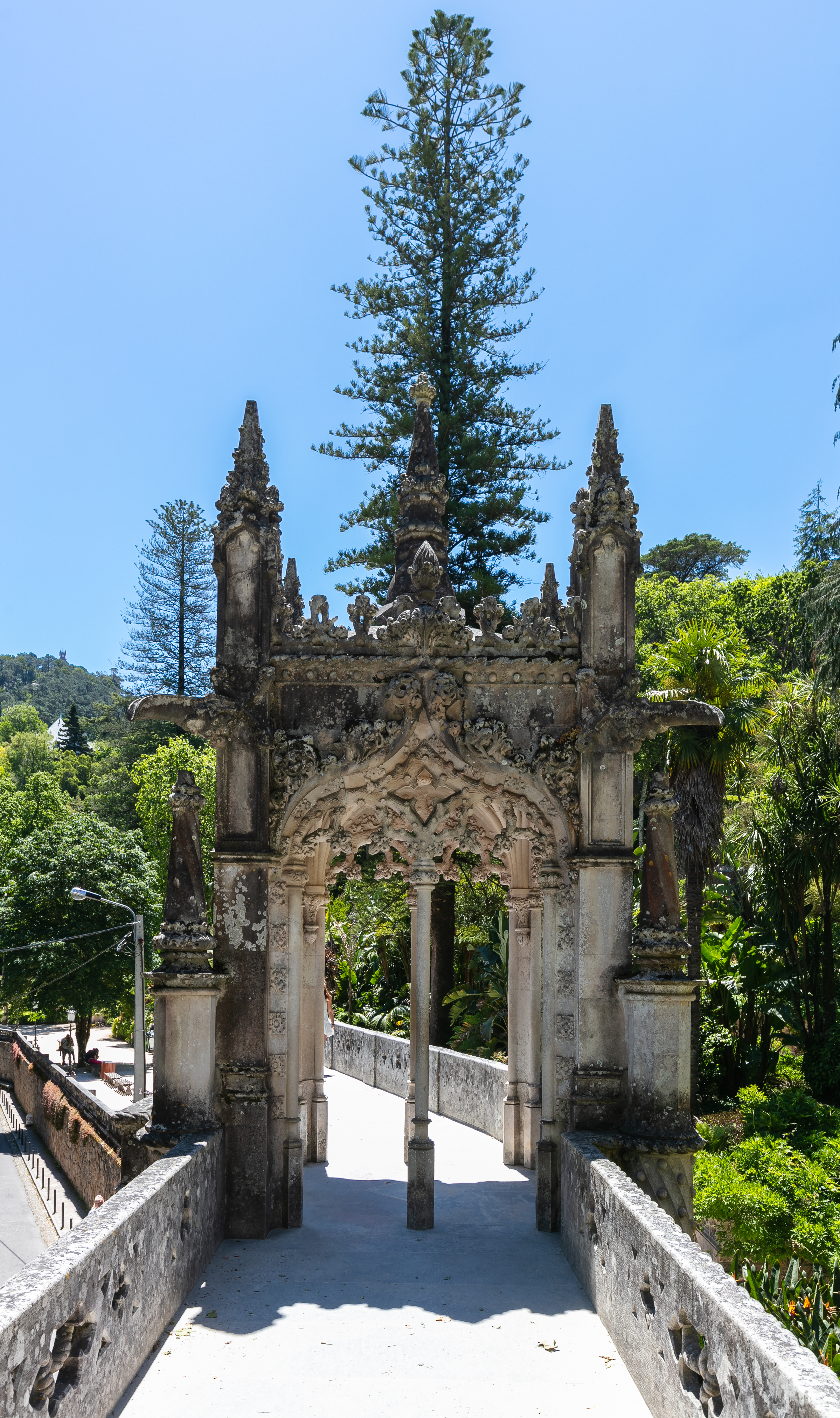
Gazebo na ponte ornamentada.
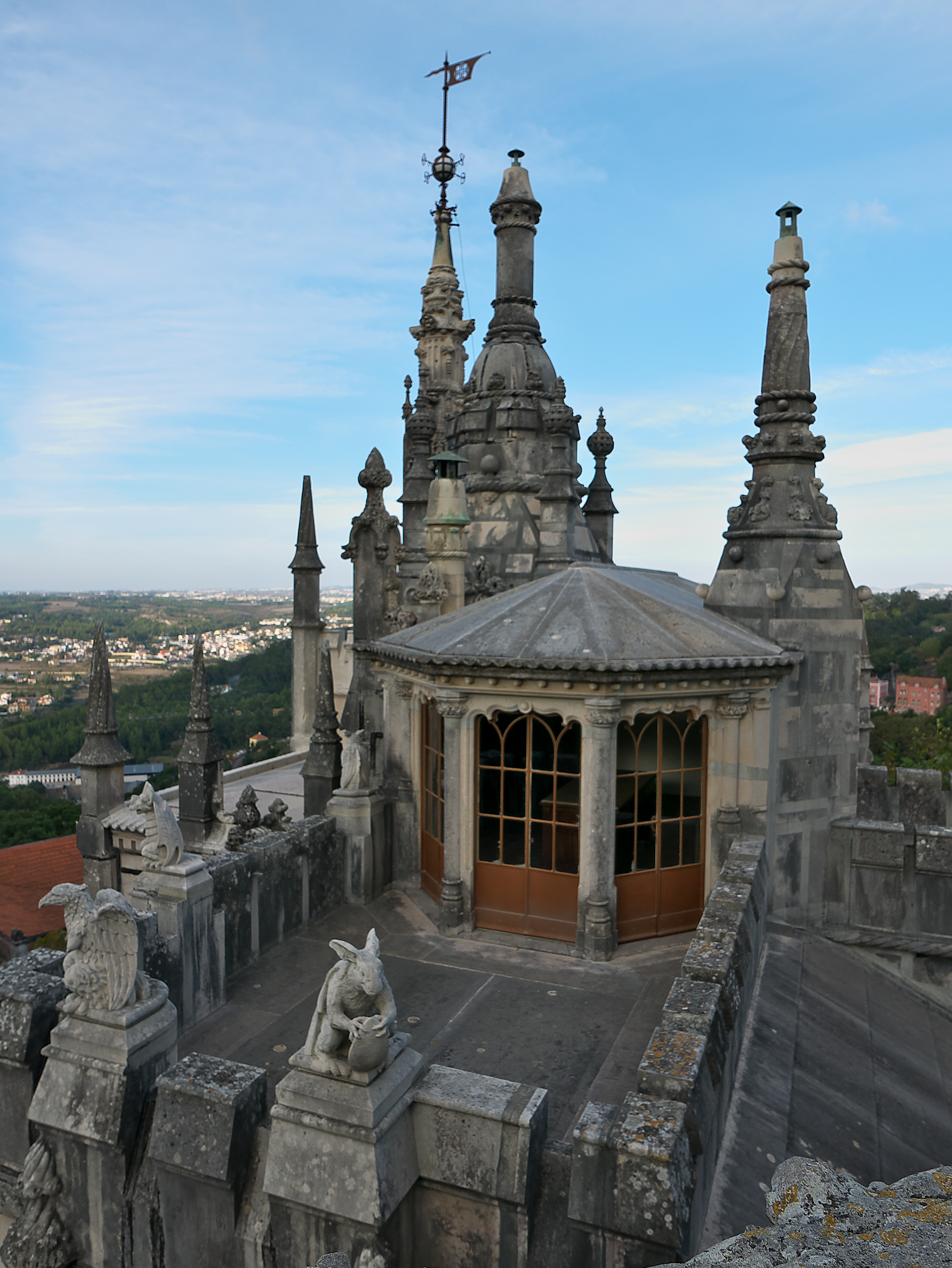
Vista do terraço do palácio.
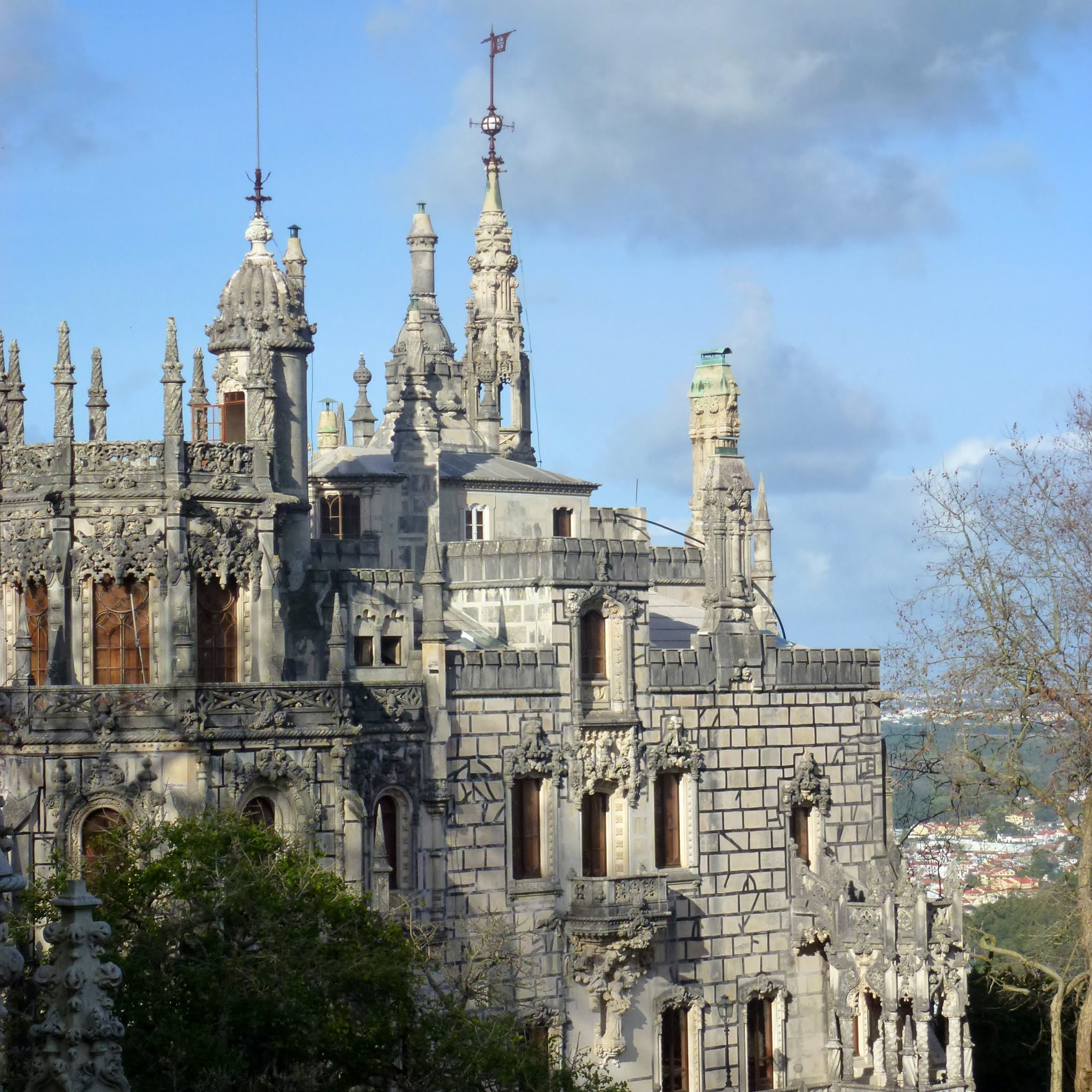
Vista lateral.
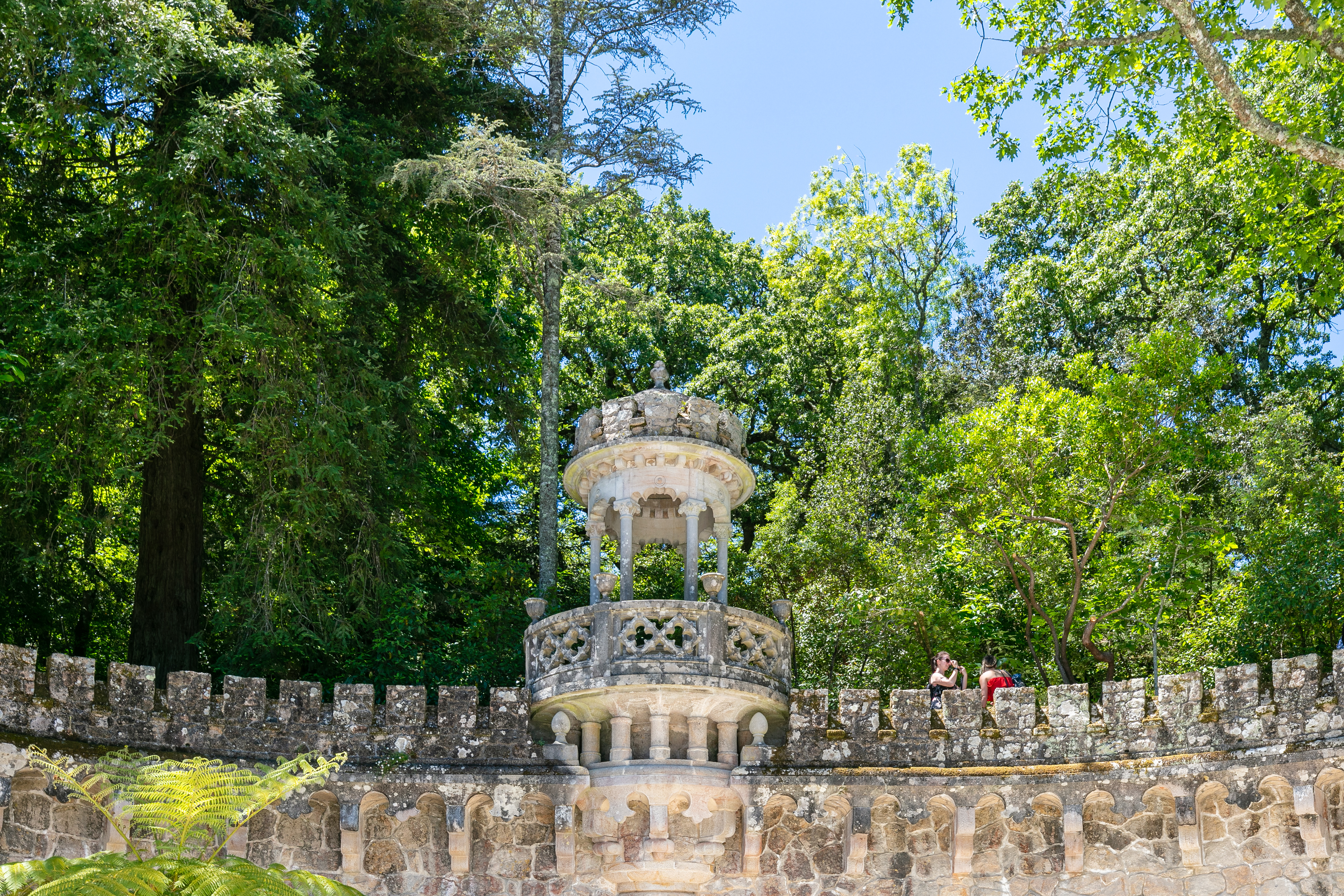
Portal dos Guardiães.
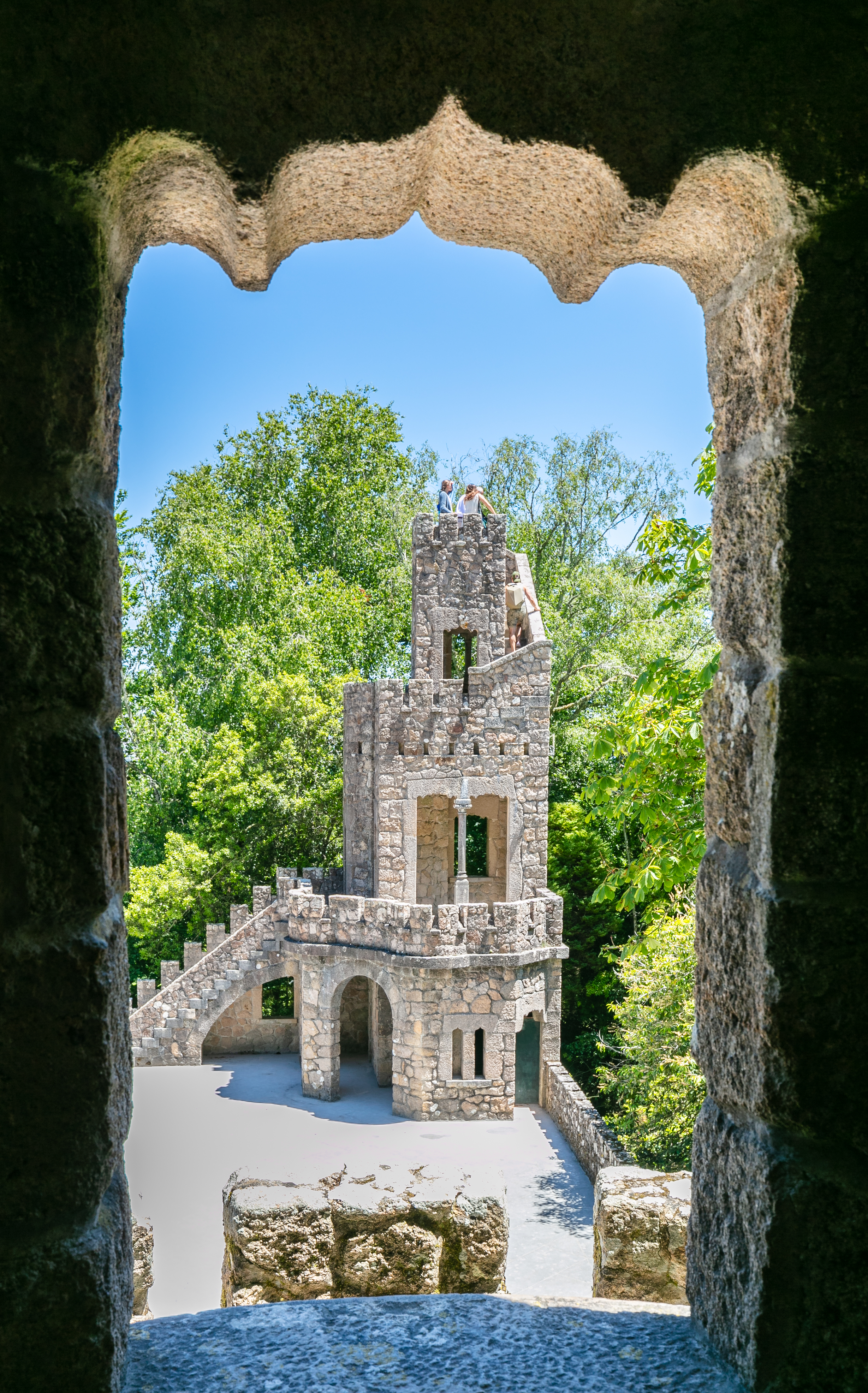
Torre do Zigurate.

## Literatura de referência
- Fundação Cultursintra Quinta da Regaleira (www.regaleira.pt)
- O Esoterismo da Quinta da Regaleira / Anes, José Manuel, entrevistado por Victor Mendanha / Lisboa: Hugin, 1998.
- Os Jardins Iniciáticos da Quinta da Regaleira / Anes, José Manuel [Prof. Dr., Universidade Nova de Lisboa] / Lisboa: Ed. Ésquilo, 2005.
- Para uma Antropologia do Símbolo Estético: o paradigma da Quinta da Regaleira / tese de mestrado em Estética e Filosofia da Arte / Veigas, Ana Sofia Fernandes, Lisboa, FLUL, 2007.